# Ford Galaxie
El Ford Galaxie es un automóvil de turismo de tamaño completo, producido fabricante Estados Unidos por Ford Motor Company entre 1959 y 1974.
El nombre fue usado para los modelos superiores en la variedad de tamaño natural del Ford de 1959 a 1961, en una tentativa de mercadotecnia de apelar al entusiasmo que rodeaba la carrera espacial. En 1962, todos los Ford de tamaño natural llevaron puesta la insignia Galaxie, con "500" y "500/XL" denotación de la serie más alta. 1965 vio la introducción del Galaxie 500/SA, seguido de Galaxie 500 7 litros en 1966. Los Galaxie 500 parte fue lanzada la serie LTD en 1966, y de los XL en 1967. Sin embargo, la serie básica que estructura niveles fueron mantenidos. Galaxie "regular" 500 siguió debajo de la Denominación LTD para los Ford de tamaño normal de 1965 hasta su el final su fabricación, el año modelo 1974.
El Galaxie era el homólogo de alto volumen al Chevrolet Impala, Algunos modelos eran de alto rendimiento, máquinas de competición, un antepasado más grande de la era de los muscle car. Los otros eran sedanes. También compitió en la serie NASCAR entre 1959 y 1974.

## Historia

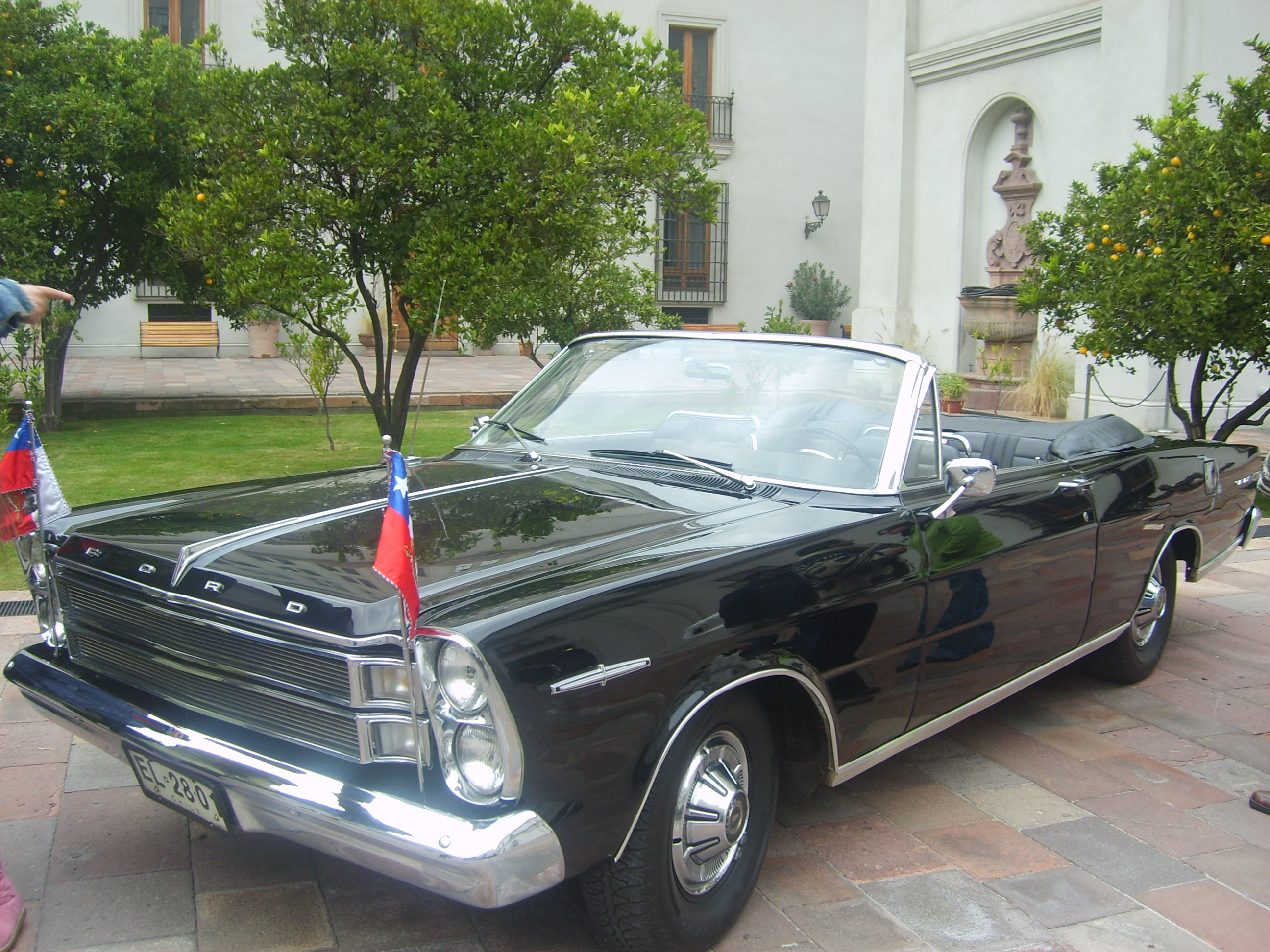
Modelo 500 XL de 1966 que sirvió como transporte del presidente de Chile.

A mediados de 1959, se introdujo el modelo en la línea de modelos del fabricante. En ese año, la variedad fue de seis modelos. Eran versiones simplemente de alta calidad de Ford que compitieron con el Fairlane y con una línea en el techo que imitaba al Ford Thunderbird. De acuerdo con la era, el modelo 1959 era un vehículo de acero cromado y pintado en dos colores. Esta era la misma imagen de coche estadounidense de finales de los años 1950, aunque algo por debajo de sus competidores de Plymouth y Chevrolet.
Entre los modelos estaba el Skyliner, presentando como un descapotable, con capota dura retractable que se doblaba en el espacio de maletero; esta opción, cuarto de cajuela dejaba un espacio muy pequeño. Era impresionante, pero complicado caro y que se dañaba con los doblados de la capota, no duró mucho tiempo, siendo producido a partir de 1957 hasta 1959. El poder los descapotables con capota dura retractables han sido desde entonces usados por fabricantes de lujo como el Mercedes-Benz, Lexus y Cadillac, pero en todos estos casos el vehículo era una biplaza, permitiendo a un mecanismo superior mucho más pequeño que Skyliner. No antes de 2006, cuando apareció el Pontiac G6 descapotable, hizo otro modelo de mercado público con un asiento trasero aparece en esta categoría.
Asimismo, este vehículo no solamente ha sido automóvil particular, sino que también es el transporte presidencial utilizado por el presidente de la República de Chile, en las ceremonias oficiales más importantes. El vehículo fue un regalo de la Reina Isabel II del Reino Unido. Además de transportar al presidente de Chile y a los ministros del Interior y Defensa Nacional, ha trasladado, entre otras personalidades, a la reina Isabel II  de Inglaterra, al político cubano Fidel Castro, a la primera ministra de la India, Indira Gandhi y al poeta Pablo Neruda. Este vehículo rompió la tradición chilena de uso de carruajes en las ceremonias de traspaso del poder, que se había mantenido hasta 1970.
Los coches construidos por fábrica se sometieron a su primer nuevo estilo principal para 1959. Un modelo del año anterior también era 352 V8, todavía desarrollando 300 caballos de fuerza (220 kWs).

## Generaciones

### 1959

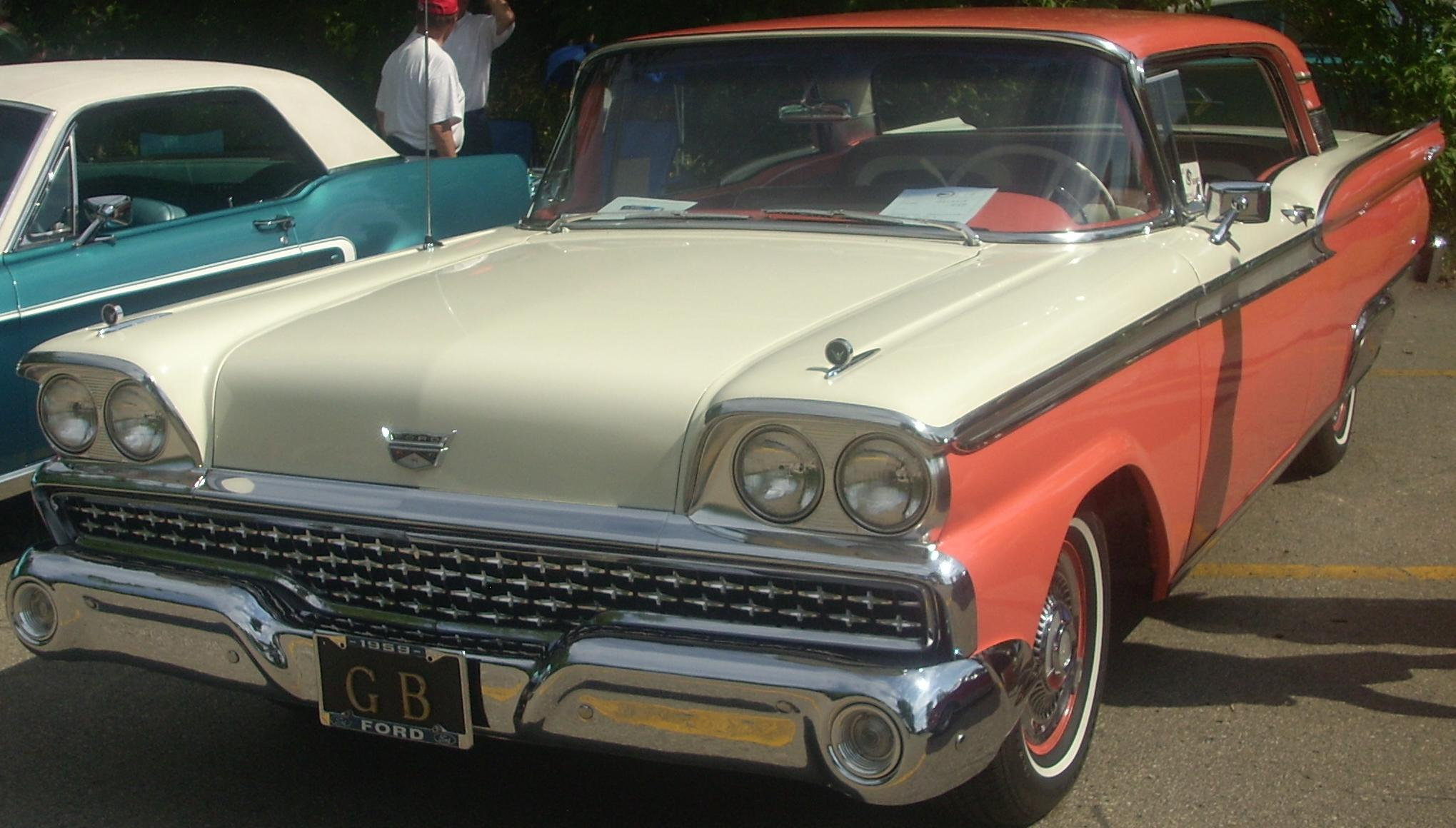
1959 Ford Galaxie Coupe

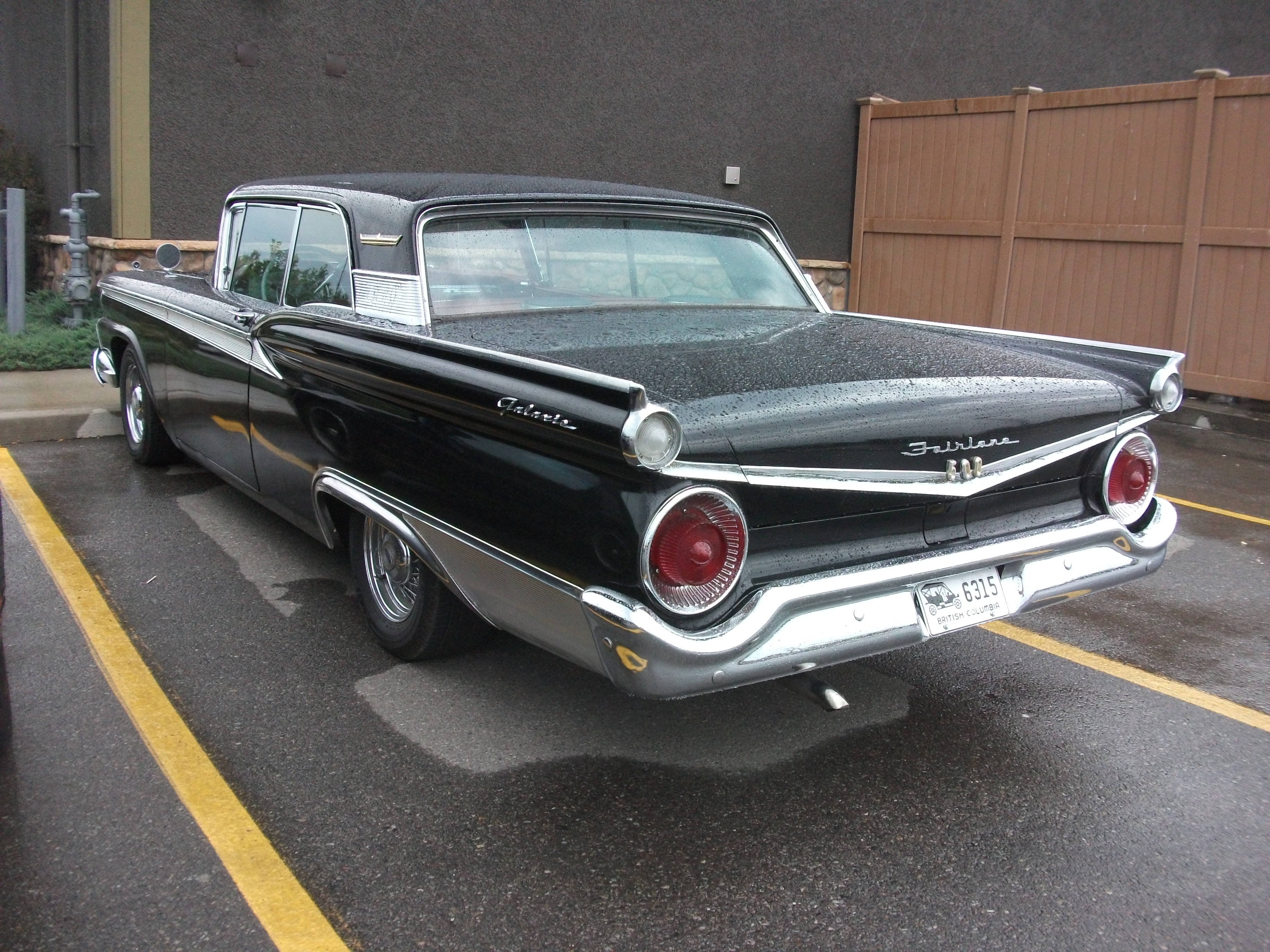
1959 Ford Fairlane 500 Galaxie

En 1959, nace el Galaxie se introdujo a finales de 1958 con el Fairlane 500 como el nivel superior del ajuste. Durante el año 1959 se añadió el Galaxie a la gama como un nivel de equipamiento adicional, con un nivel superior que el Fairlane 500 . El Galaxie fue ofrecido con los mismos sedán y del cuerpo rígido al estilo del Fairlane 500, mientras que los convertibles Sunliner y Skyliner se movían a través de la gama de Fairlane 500.
De acuerdo con la época, 1959 Galaxie poseía cromo y acero inoxidable, engalanados con una pintura en dos tonos de color. Era la imagen misma de finales de la década de 1950 el exceso de automóvil americano, aunque algo más suave que sus competidores Chevrolet y Plymouth. Ford anuncia "anclaje de seguridad" para los asientos delanteros. El freno de estacionamiento es ahora un pedal. Los cinturones de seguridad, un tablero de instrumentos acolchado, y las cerraduras de las puertas traseras a prueba de niños eran opcionales, mientras que un volante profundo en forma de plato y cerraduras de puertas dobles eran estándar.
Entre los modelos fue el Skyliner, con un techo rígido retráctil que se pliega hacia abajo en el espacio en el maletero. Esta característica, impresionante, pero complicado y costoso dejó muy poco espacio de maletero cuando está doblado hacia abajo. Los techos duros retráctiles ya han sido utilizados por los fabricantes de lujo como Mercedes-Benz, Lexus, y Cadillac, pero en todos estos casos el vehículo era un biplaza, lo que permite un mecanismo superior mucho más pequeña que la de Skyliner. No fue hasta 2006, cuando el convertible Pontiac G6, Peugeot 206 CC (en Europa) y Volkswagen Eos aparecieron, hicieron otro modelo de mercado de masas con un asiento trasero aparece en esta categoría.

### 1960-1964

#### 1960

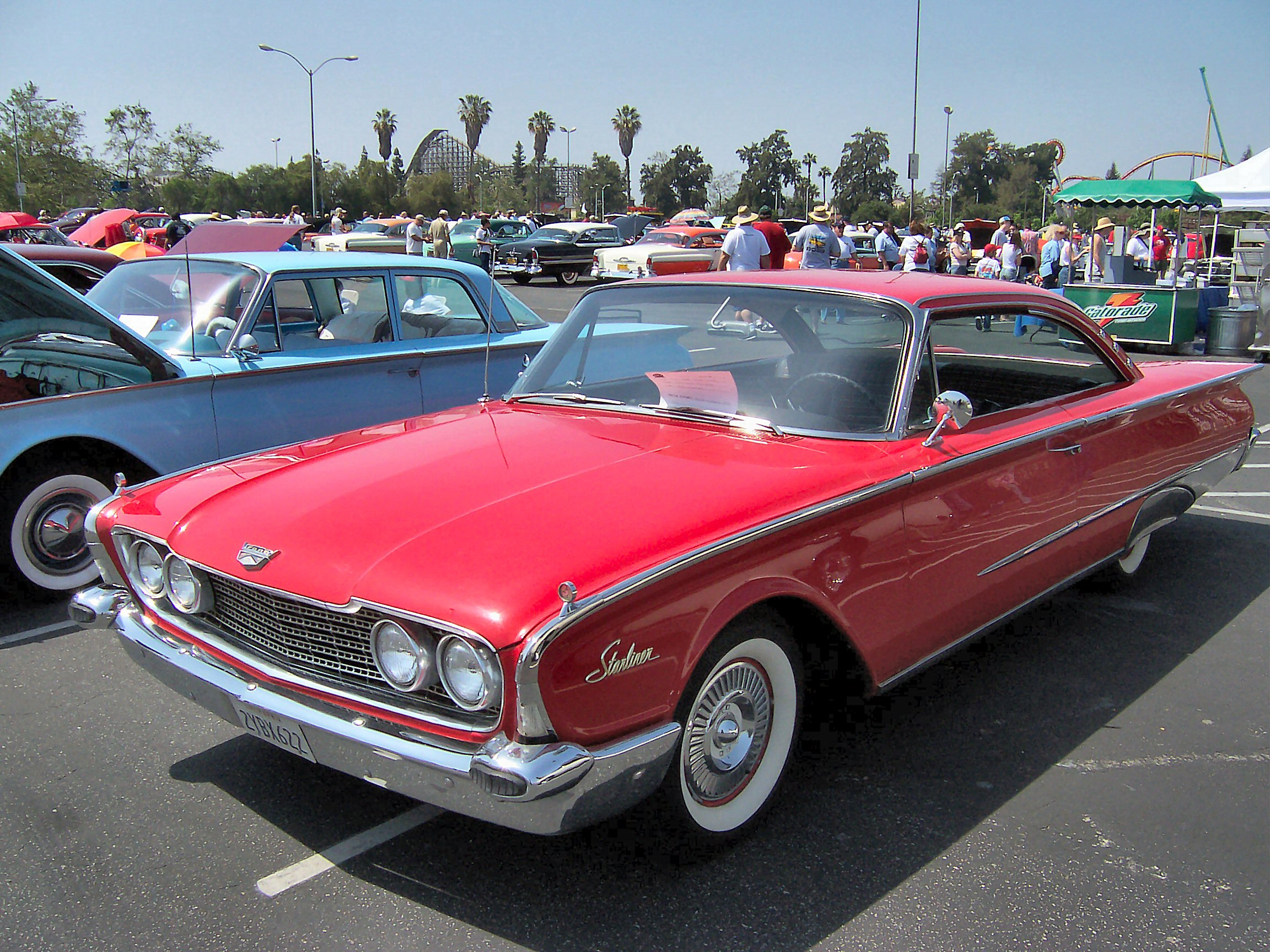
1960 Ford Galaxie Starliner

El Galaxie 1960 introdujo diseño completamente nuevo con menos ornamentación. Un nuevo estilo de la carrocería fue el Starliner, que ofrece ventana de observación trasera curvada en un pilar central, carrocería de techo duro. El techado formales de 2 puertas techo duro no estaba disponible este año, pero la línea del techo se utilizó para el Galaxie 2 puertas sedán con columnas, con marcos de las ventanas cromados. Había sido el estilo de la carrocería más popular en la línea correspondiente a 1959, y las ventas cayeron bruscamente. Contrariamente a la tradición de luces traseras redondas hasta entonces típicas en Ford, en el 1960 se muestran del diseño "media luna". El pilar A se extiende hacia adelante en lugar de hacia atrás, haciendo que la entrada y salida del coche sea más cómoda.

#### 1961

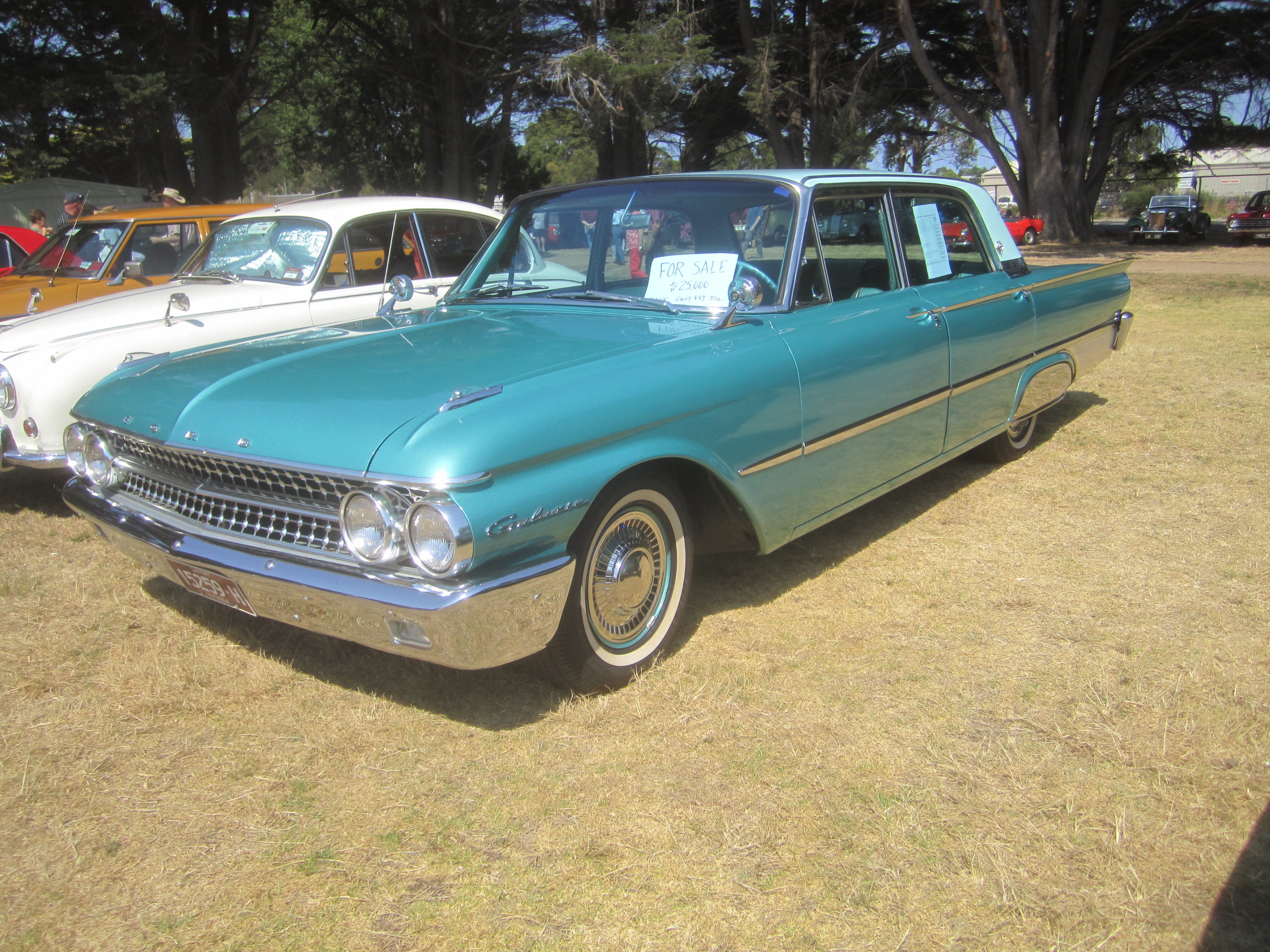
1961 Ford Galaxie Sedan

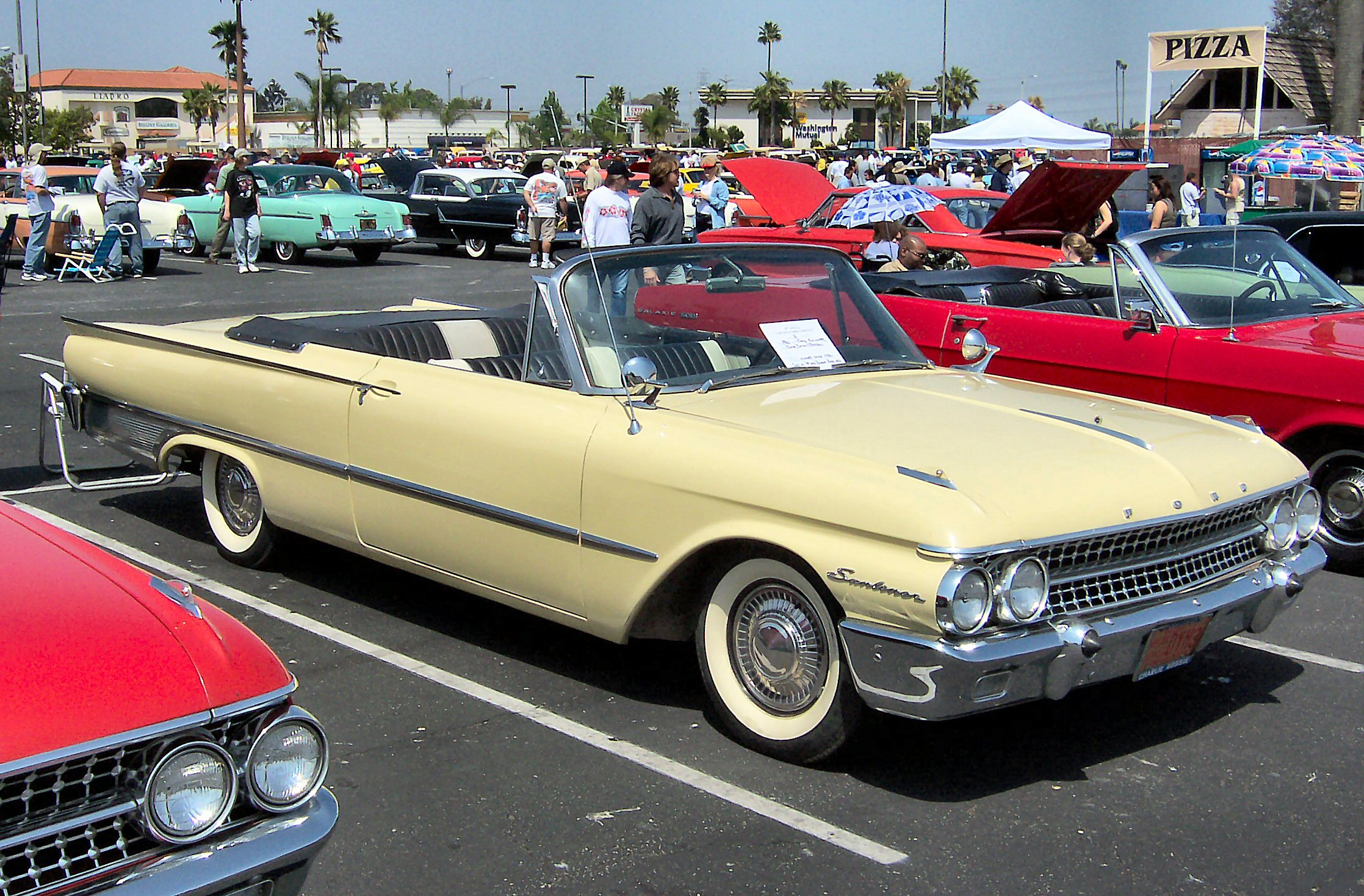
Ford Galaxie sedan Sunliner descapotable modelo 1961

Para 1961, la carrocería fue rehecho de nuevo, aunque los fundamentos son los mismos que para el año 1960. En esta ocasión, las aletas traseras casi habían desaparecido; las pequeñas aletas en forma de hoja taparon versiones más pequeñas de las luces traseras redondas "pie-placa" de 1959, una vez más. El Rendimiento empezaba a ser un punto de venta, y el 1961 Galaxie ofreció una nueva versión de motorización un 390 CID (6.4 L) de FE V8 Ford, que estaba disponible con un carburador de cuatro gargantas, para gran rendimiento, tres dos-barril carburadores. Este último era clasificado en 401 caballos de fuerza (298 kW). El 352 fue degradada a favor de la 390; que estaba equipado con un carburador de 2 barriles. El Starliner se le ofreció de nuevo este año, y Ford promovió este modelo con el lujo y equipo de energía, pero se abandonó a finales de año, como la re-introducido coupé de techo duro cuadrados techo, el Galaxie Club Victoria, ocupa la mayor parte de ventas.

#### 1962

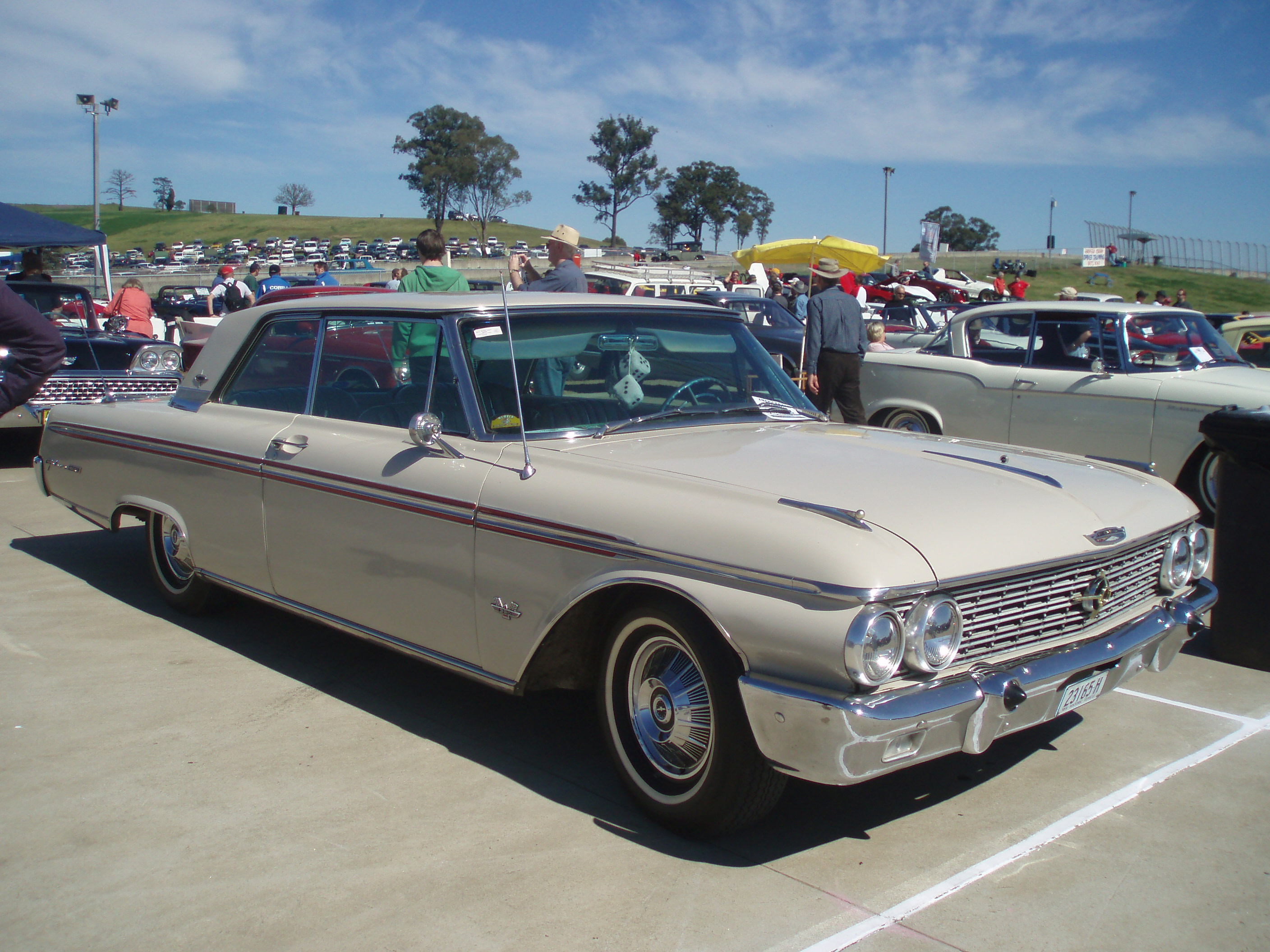
1962 Ford Galaxie 500 XL

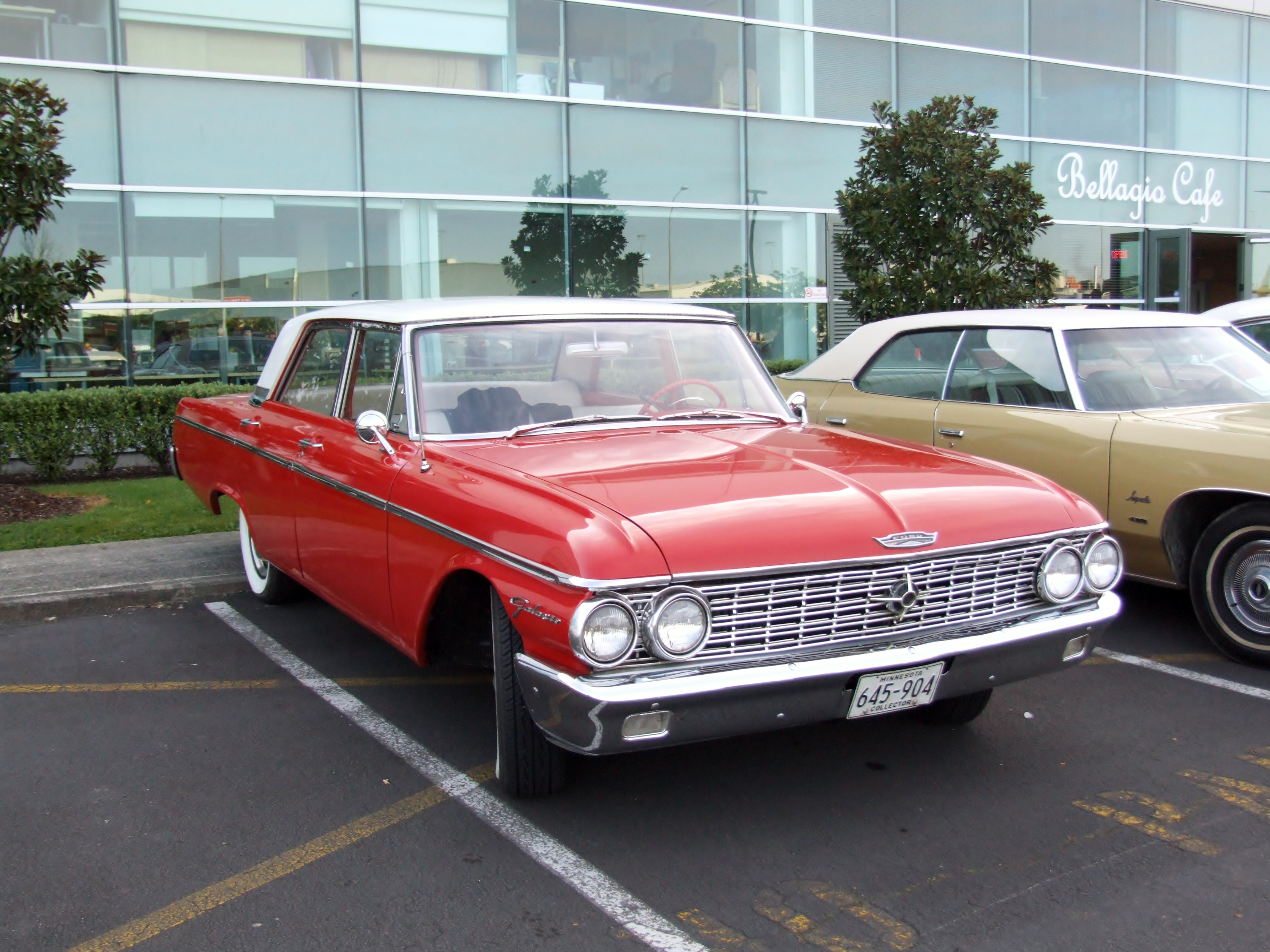
1962 Ford Galaxie Sedan

Para 1962, el nombre de Galaxie se aplicó a todos los modelos de tamaño completo de Ford, como el nombre de Fairlane fue trasladado a un nuevo modelo intermedio y personalizada se retiró temporalmente. La nueva línea superior Galaxie 500 (sedán de dos puertas y techo duro, sedán de cuatro puertas y techo duro, y "Sunliner" convertibles) son modelos ofrecidos con interiores más lujosos, más cromados en exterior, y unos pocos artículos de lujo adicionales por encima de lo que era estándar en los modelos más claras Galaxie. Los modelos base Galaxie estaban disponibles en los sedanes de dos y cuatro puertas. En un esfuerzo por estimular las ventas de mitad de temporada, Ford presentó un grupo de coches deportivos, junto con un "animado Ones" campaña de marketing. Estos modelos presentaban los asientos de cubo y consola que fue popularizado por el Chevrolet Corvair Monza, e incluyeron un Fairlane 500 Sports Coupe y un Falcon Futura. La línea de tamaño completo estaba disponible con los nuevos asientos de cubo-y-en-consola "animado Uno", el Galaxie 500 / XL (techo duro de dos puertas y convertible).
El cu 223 en (3,7 l)  de 6 cilindros fue el motor de base. El cu 292 en (4,8 l) V8 era de serie en el 500 / XL. El XL era más deportivo recortar dentro y por fuera. Este modelo fue la respuesta de Ford a la opción Super Sport de Chevrolet para el gran impala, que fue presentado el año anterior y se registró un aumento significativo en las ventas de 1962. A 406 pulgadas cúbicas motor (7 l) estaba disponible en solo cuatro gargantas o triple forma con carburador "de seis barril". Tailfins habían desaparecido, dando a los 1962 modelos un aspecto más redondeado, más suave trasera final. Las luces traseras se establecieron inferior en el panel trasero y fueron parcialmente hundidas en el parachoques trasero de nuevo esculpido.
Los 1962 modelos tenían exceso de peso en comparación con el Super Duty Pontiacs con sus paneles de la carrocería de aluminio y motores de mayor desplazamiento. Por lo tanto, al final del ciclo de producción, Experimental garaje de Ford recibió la orden de reducir el peso de la Galaxie. produjo 11 "galaxias ligeros", haciendo uso de paneles de fibra de vidrio, así como los parachoques de aluminio, guardabarros delantales, y los soportes;. El resultado fue un Galaxie un peso de menores de 3.400 libras (1.542 kg) la base 2 puertas sedán club era 3.499 libras (1.587 kg).

#### 1963

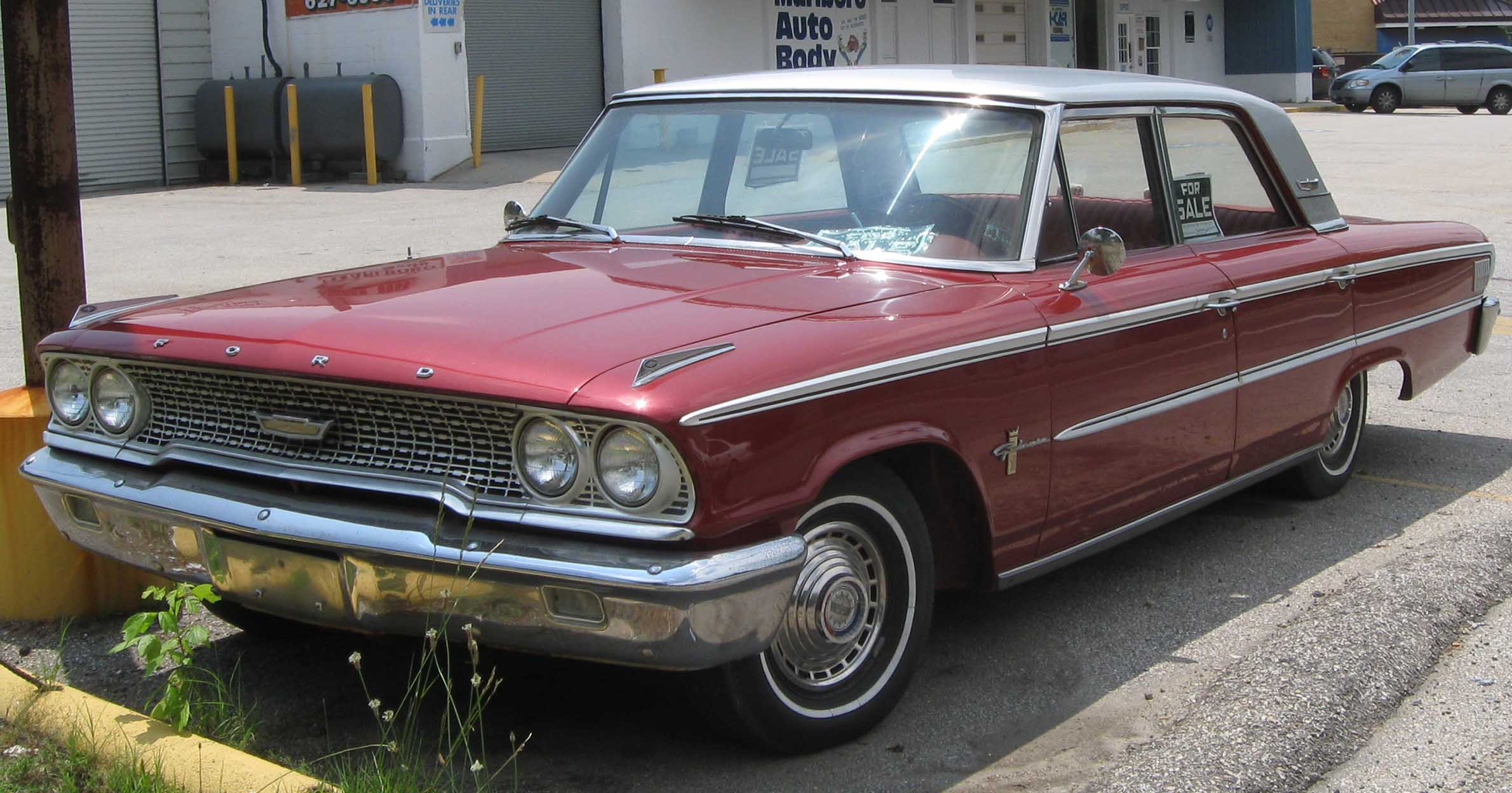
1963 Ford Galaxie sedan

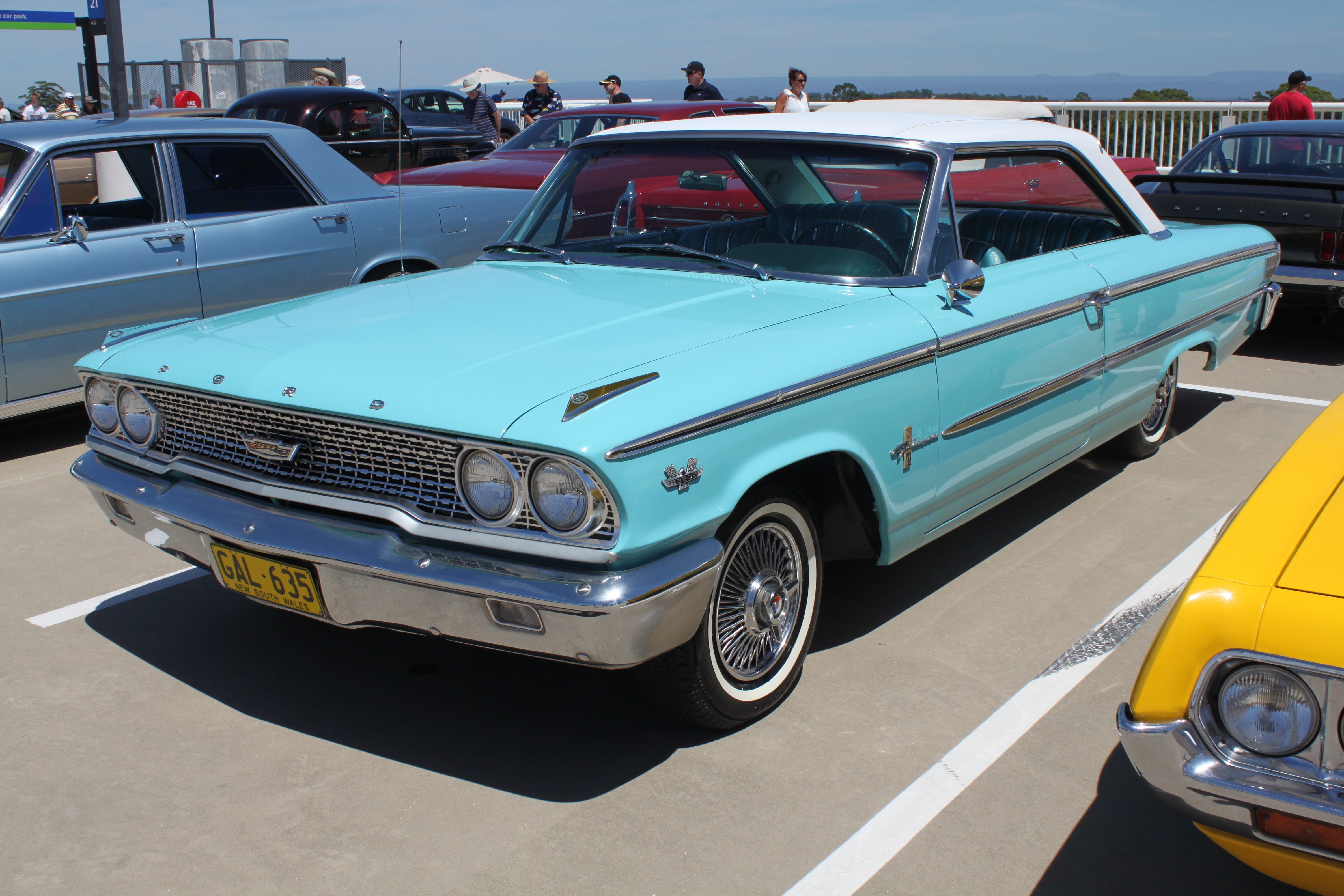
1963 Ford Galaxie 500 XL

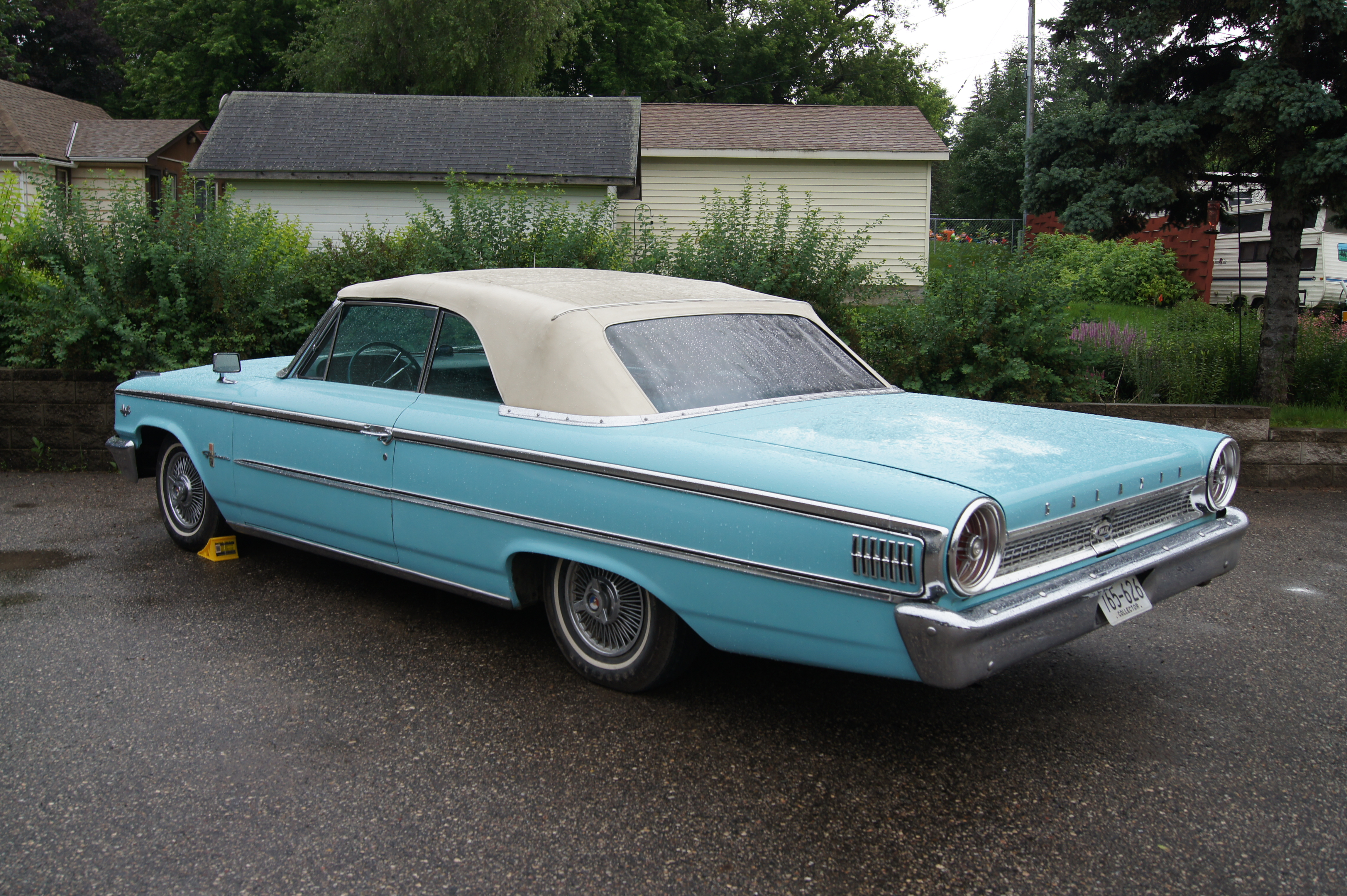
1963 Ford Galaxie 500 XL Convertible

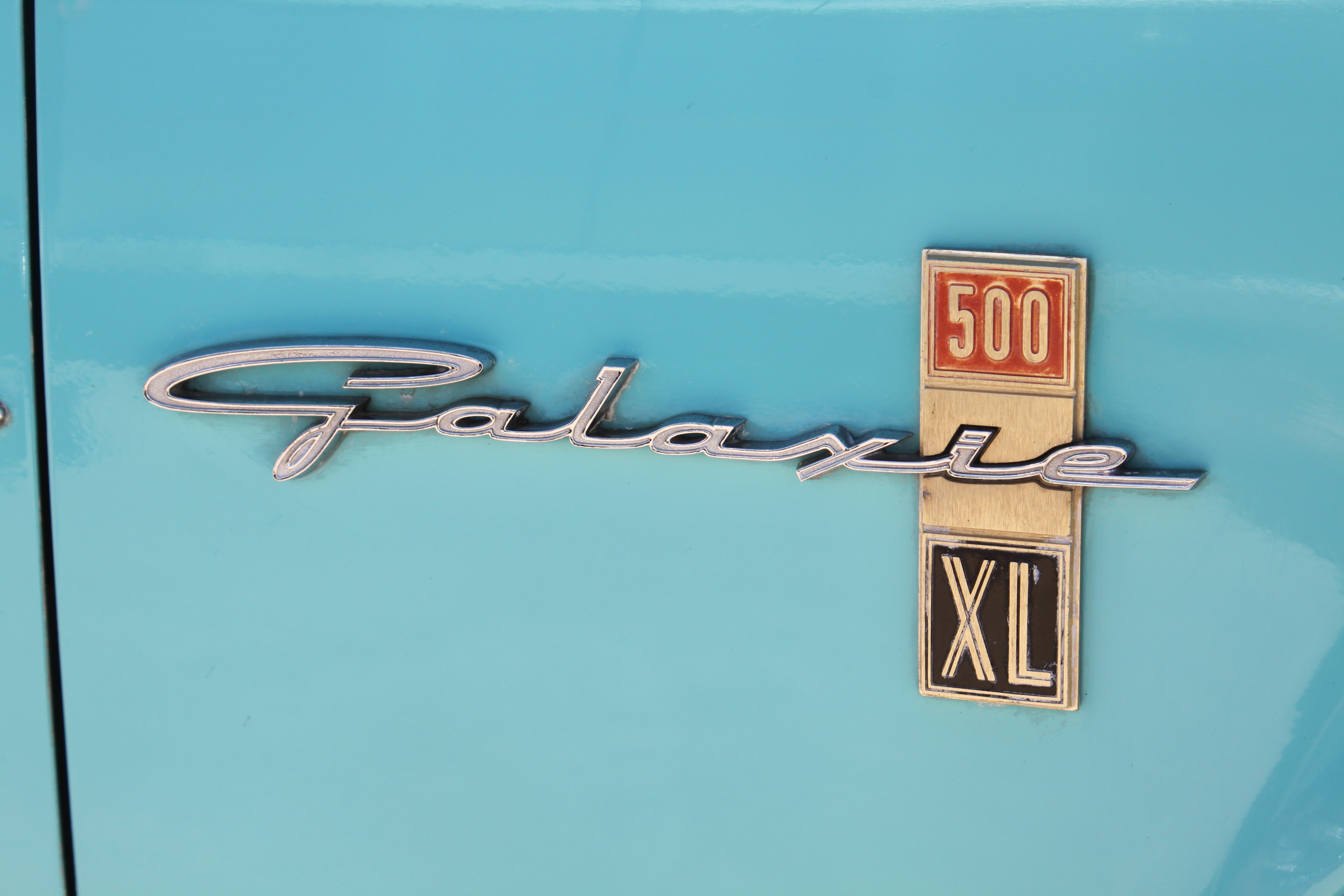
1963 Ford Galaxie 500 XL

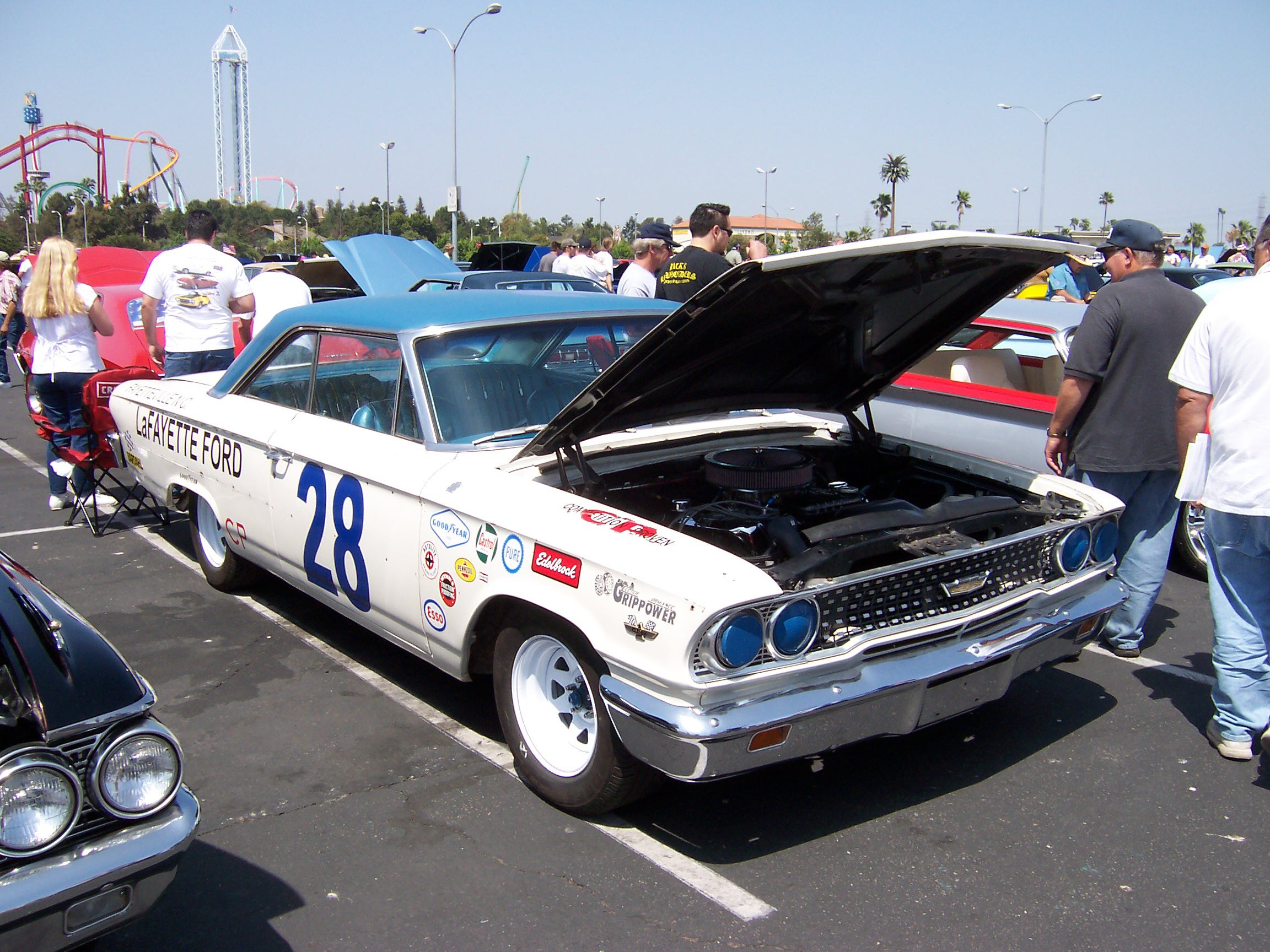
1963 Ford Galaxie NASCAR

El modelo 1963 se encuentra esencialmente sin cambios a excepción de algunos que refrescan la imagen del Galaxie; parabrisas nuevo y se añadió un cuatro puertas hardtop 500 / XL. Una línea del techo fastback menor se añadió a mediados de año para mejorar la apariencia y hacer que los grandes coches más competitivos en el pistas de NASCAR con la carga aerodinámica adicional. Este modelo 1963½, primer oficial del sector de "un año y medio" del modelo, fue llamado el "Fastback" (que comparte esta función con la de 1963½ Falcon). Compradores del Galaxie mostraron su preferencia como el nuevos modelos de Deportes Hardtop cómodamente vendieron más que los modelos cuadrados de techo "boxtop". El techo rígido Deportivo estaba disponible tanto en Galaxie 500, y Galaxie 500 / XL del ajuste. El Mercury también recibió la nueva línea del techo (bajo la marca Marauder) en Monterey, Montclair, y los modelos de Park Lane. Este año, una de bajo coste Ford grande, precio de alrededor de $ 100.00 por debajo de los sedanes de base Galaxie. se le ofreció, badged como el Ford 300. Se ofrece en el año 1963, y fue reemplazado por el de la serie personalizada en 1964. El volante "Swing-away" se hizo opcional.
Al comienzo de la ejecución del modelo 1963, el 292 Y-Block V8 fue sustituido con el motor V8 de base con el nuevo bloque pequeño 260. El 260 demostrado en potencia para el tamaño completo pesada Ford y fue reemplazado a mitad de año (coincidente con la introducción de los 63 modelos y 1/2) con el 289 V8. El 289 era entonces el más grande de la "pequeña serie de bloques" que fue utilizado por primera vez (221 cúbico versión en pulgadas) en el 1962 Fairlane. El 260 fue ofrecido en el Falcon Sprint y después, a mediados de 1964, de la primera versión del Mustang 1965. Para 1965 la introducción del modelo (en el otoño de 1964), el 260 (que tuvo un rendimiento decepcionante en todas las versiones incluyendo el Sprint y Mustang) fue reemplazado por el 289 en todos los modelos. Ford continuó ofreciendo la serie FE 352 en el tamaño completo de 1963, así como 3 versiones del V8 390 (alto rendimiento regular, y la Policía). Cinco transmisiones diferentes se ofrecen para 1963. Un cambio de columna manual de 3 velocidades es estándar en todos los modelos, excepto el 406 V8, que requiere que los Borg-Warner manual de 4 velocidades más pesadas. Un manual de tres velocidades con sobremarcha es opcional, pero rara vez se ordenó. El dos velocidades Ford-O-Matic era común con el 6 cilindros de bloque pequeño V-8, mientras que la mayoría de los grandes bloques (352 y 390) se ordenó con el Cruise-O-Matic de transmisión automática de 3 velocidades. La disponibilidad de varias diferentes relaciones de extremo trasero, junto con las transmisiones de 5 y 8 motores diferentes, dio lugar a un gran número de diferentes combinaciones de la línea de conducción de 1963. La combinación de mayor producción para el Galaxie 500 y Galaxie fue el 352 V8, con Cruise-O -Matic y la relación de extremo posterior 3.0.
A mitad de este año y en cantidades limitadas, un nuevo 427 sustituye al 406 para las carreras. Fue pensado para satisfacer las normas de tamaño máximo del motor de 7 litros NHRA y NASCAR. Este motor fue evaluado en un 425 caballos de fuerza (317 kW) [17] con 2 x 4 barril carburadores Holley [17] y un árbol de levas levantador de sólidos. Ford también realizó culatas de aluminio disponible como una opción de concesionario. El 1963½ todavía tenía exceso de peso, sin embargo. Para ser competitivo en las carreras de resistencia Ford produjo 212 [cita requerida] (en torno a 170 de Ford Norfolk, alrededor del 20 de Ford de Los Ángeles) versiones ligeras del código "R" 427 , en el Galaxie 500 Deporte Especial Tudor Fastback. Disponible solamente en Corinto negro con interior de vinilo rojo, y con un precio de lista de alrededor de U $ S 4.200 (cuando una base de Ford 300 fue por US $ 2.324, y XL Fastback fue de US $ 3.268), [20] estos coches vinieron de valores con Borg-Warner T-10 de cuatro velocidades, 4.11: 1 eje trasero, suspensión de servicio pesado y los frenos, y fueron equipados con una fibra de vidrio campana (una pieza plana en un primer momento, a finales de '63 la popular campana ampolla también se utiliza en el rayo), baúl, guardabarros delanteros, guardabarros y delantales, [14], así como los parachoques de aluminio y soportes de montaje, cajas de transmisión, y bellhousing. muelles campana extractora, calentador, revestimiento de tronco y estera, rueda de repuesto y neumáticos (y soporte de montaje), tapa del maletero barra de torsión, gato, llave de rueda, un cuerno (de las acciones de dos), apoyabrazos, ceniceros traseros, luces, y la luz de bóveda . se eliminaron para reducir el peso los primeros 20 coches tenían puertas de fibra de vidrio funcionales, que se afeitó 25 lb (11 kg); éstos se eliminan debido a la preocupación de Ford para la seguridad si se usa en la carretera [cita requerida] la. coches tenían todo insonorización eliminado, asientos ligeros y alfombras de piso, y no hay opciones. No estaban equipados de fábrica con inducción de aire frío, como el rayo sería. Además, se construyeron sobre las 45 libras (20 kg) -lighter Ford 300 chasis, destinado originalmente para un V8 de menor cilindrada. En total, los 427 eran 375 libras (170 kg) más ligero que antes (425 lb (193 kg) con las puertas de fibra de vidrio).
Las dos primeras galaxias ligeros, utilizaron ub 289 pulgadas cúbicas de (5 l), se reunieron en Wayne, Míchigan, a finales de enero de 1963, para ser probado en los 1963 Winternats. Ellos fueron entregados a Tasca Ford (East Providence, Rhode isla) y Bob Ford (Dearborn, Míchigan). [18] de Bill Lawton Tasca Galaxie resultó el mejor rendimiento, con un pase de 12,50 a 116,60 mph (187,65 kmh). [18] no fue suficiente contra el 1963 Chevrolet Impala Z -11s en Limited Producción / Foto, sin embargo. [21] Tres más fueron ensambladas a partir de piezas y probado en Experimental garaje de Ford en Dearborn. [18] Uno de los dos siguientes, los últimos coches de prueba Winternationals, fue preparado por Bill Stroppe en Long Beach, California, para Les Ritchey; que apareció en la edición de julio de 1963 del coche de carreras. [18] A pesar de sus esfuerzos, Ford descubrieron las galaxias eran todavía demasiado pesada, y el proyecto fue abandonado. [21] Algunos de estos coches compitieron en Inglaterra, Australia y Sudáfrica después de haber sido modificados por Holman y Moody que les equipado con frenos de disco y otros componentes de carreras de circuito. Jack Sears ganó el Campeonato Británico de Turismos en 1963 y las galaxias de carreras también fueron conducidos por Sir Jack Brabham, Graham Hill y otros conductores notables de la época. Las Galaxias pesados sufrido de falta de freno persistente que dio lugar a una serie de accidentes, ya finales de 1963 comenzaron a utilizar los frenos de disco de 12 pulgadas desde el programa de Ford GT40. En ese momento el Lotus Cortinas se está desarrollando y se convirtió en la gran Galaxie no competitivo. recientemente ampliada motor V8 del Fairlane "Challenger" de 260 pulgadas cúbicas (4,3 l) reemplazó a la Y-bloque de 292 pulgadas cúbicas (4,8 l) como el V8 de nivel de entrada. Más adelante en el año, el 260 fue reemplazado con una versión ampliada desplazando a 289 pulgadas cúbicas.

#### 1964

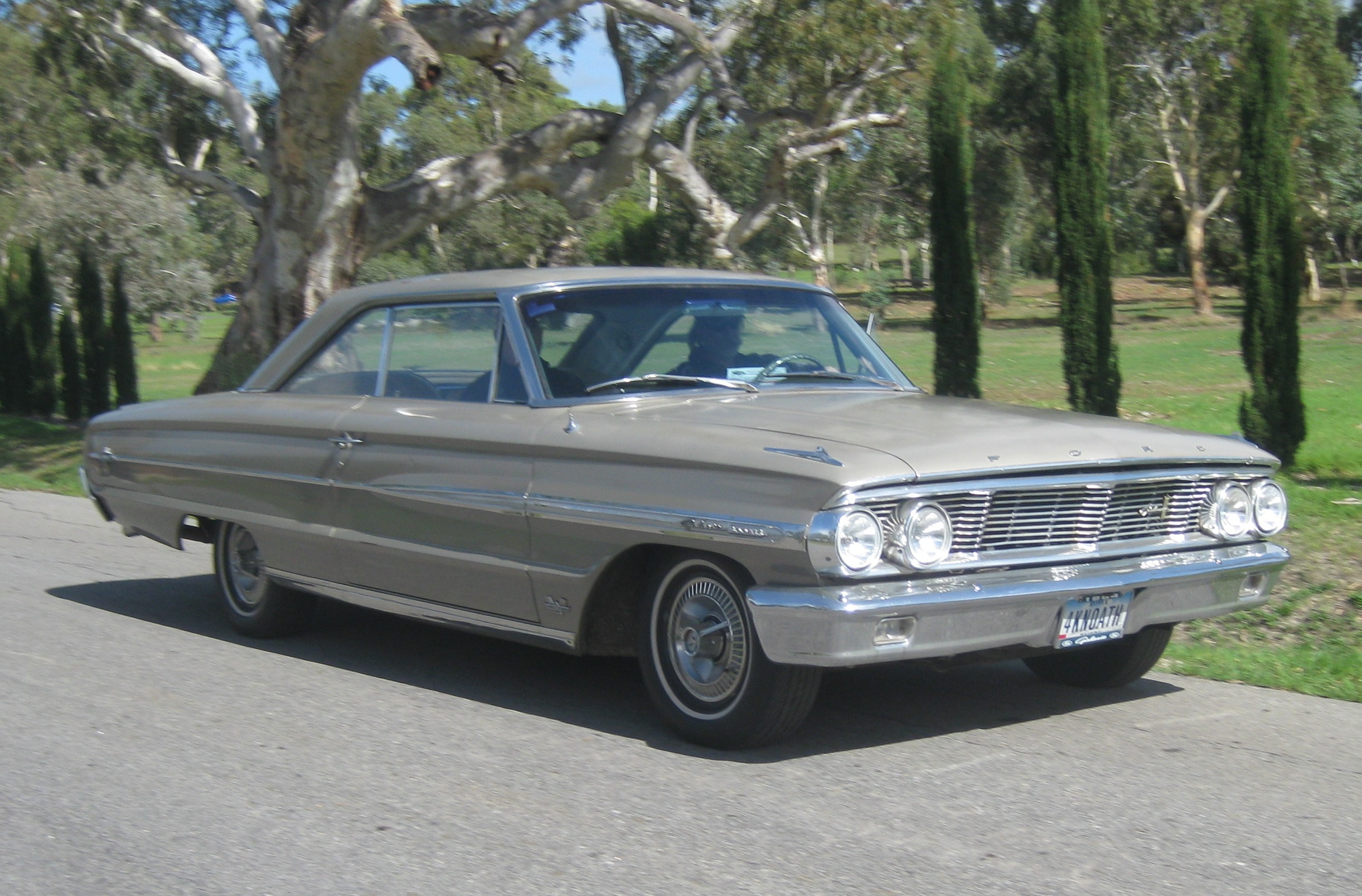
1964 Ford Galaxie 500 XL

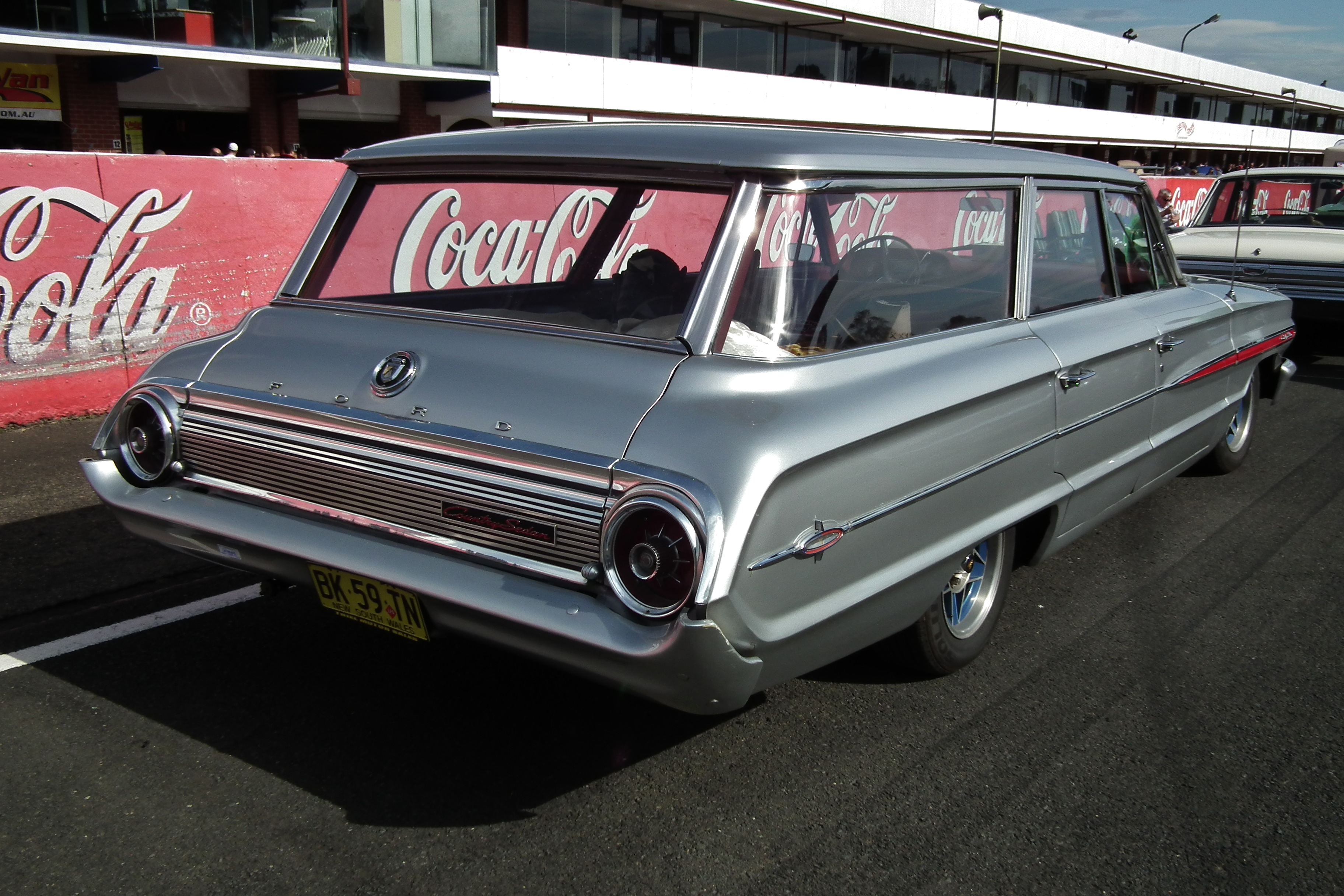
1964 Ford Galaxie Country Sedan

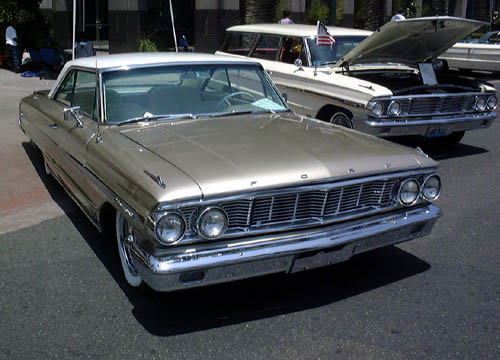
Ford Galaxie 1964

El modelo del año 1964 fue el cuarto y último año de este tipo de carrocería. tapizado interior fue alterado, y el exterior presentaba un aspecto más esculpido que fue diseñado realmente para hacer el coche más aerodinámico para NASCAR. El estilo formal de techo "boxtop" fue reemplazado por un diseño inclinado techo para todos los modelos convertibles, incluyendo sedanes. La base 300 se sustituye por una línea de 500 modelos de encargo y personalizados. El 289 se mantuvo como el V8 de base y era estándar en la serie XL. modelos XL colocado nuevos asientos de cubo de concha fina con acabado de cromo. Las regulaciones federales requieren ahora los cinturones de seguridad para ambos ocupantes delanteros laterales.
Las 427 pulgadas cúbicas motor (7,0 l) se utilizó en 50 vehículos ligeros con fibra de vidrio equipados para carreras de resistencia. Estos compitieron en América del Norte, pero aún eran demasiado pesados y Ford introdujo el ligero rayo de Fairlane.
La camioneta Ford Country Squire, mientras que el uso credencialización "Country Squire", era en realidad parte de la línea de Galaxie 500. Algunos País Squires tenía credencialización "Galaxie 500" en la guantera que indica el nombre de la serie. Estos Wagon presentaron los mismos ajustes como 500s Galaxie, y fueron un paso adelante respecto a la base-modelo sedán.

### 1965-1968

#### 1965

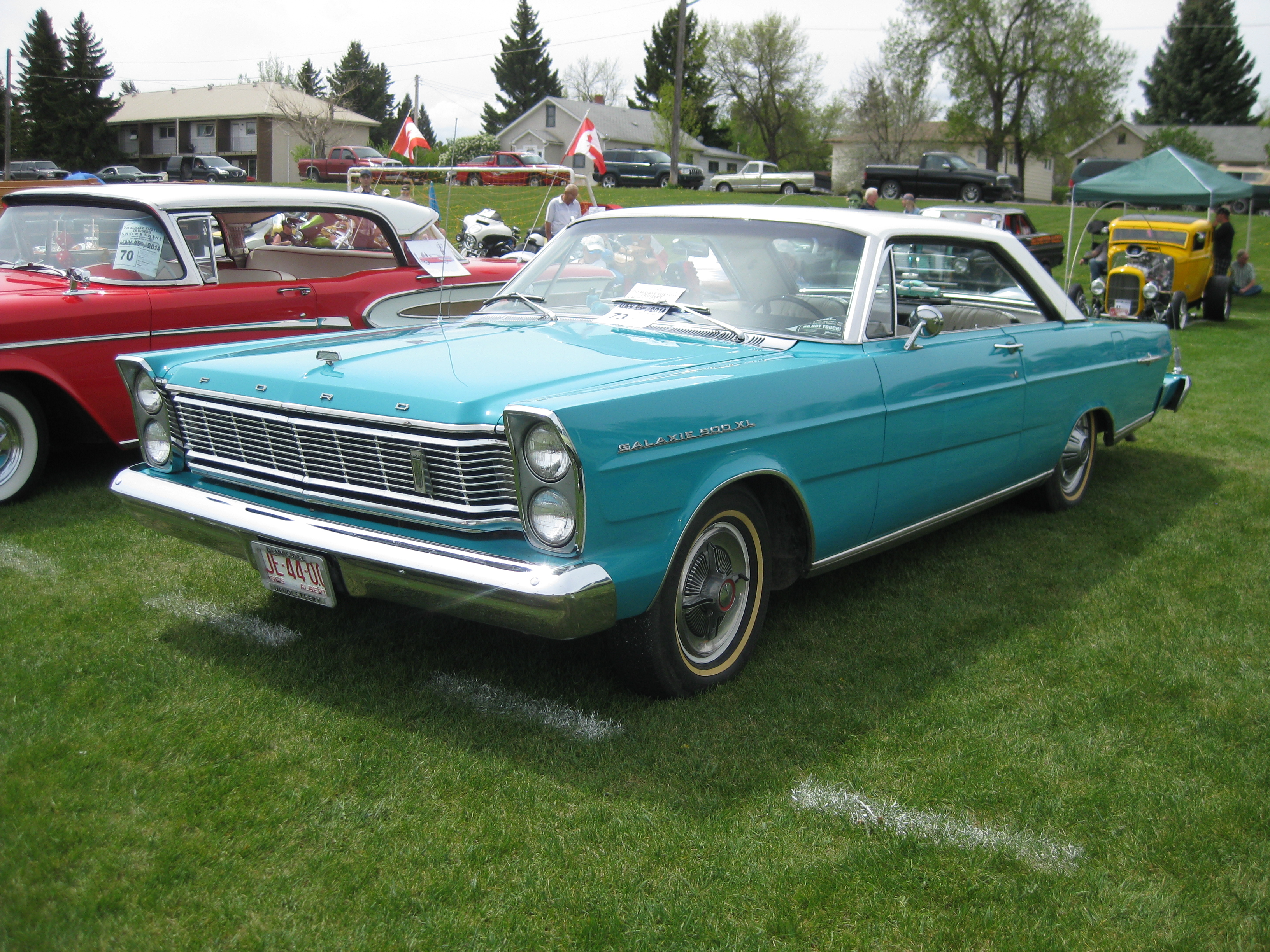
1965 Ford Galaxie 500

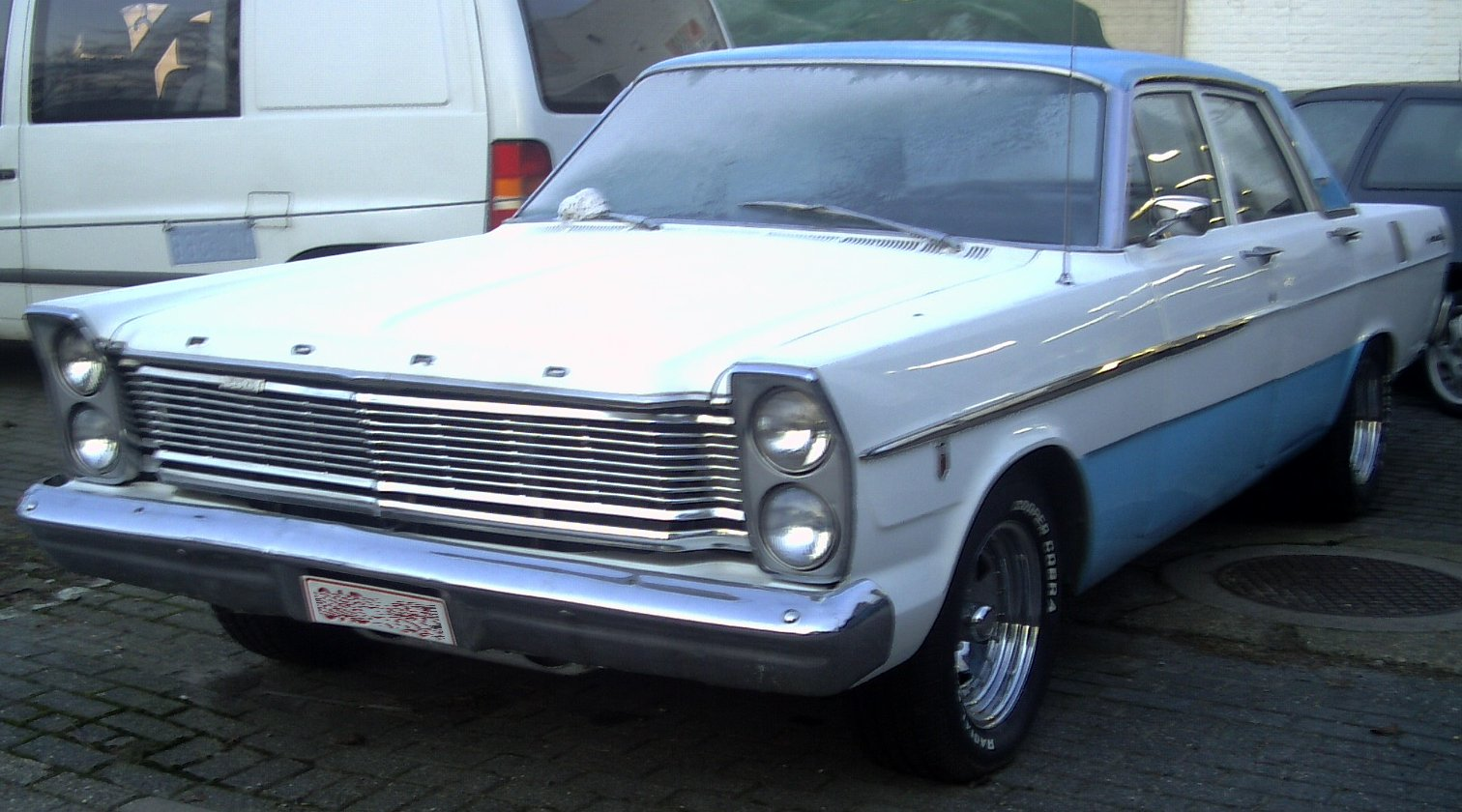
Ford Galaxie 1965-1967

El Galaxie 1965 fue un diseño completamente nuevo, con apilados verticalmente faros dobles. Los coches eran más altos y más voluminoso que la del año anterior. La nueva designación top-of-the-line fue el Galaxie 500 LTD.[cita requerida] Las opciones del motor eran los mismos que 1964, a excepción de un totalmente nuevo de 240 pulgadas cúbicas (3,9 L) motor de seis cilindros en sustitución de la época de 1950 223 y el 352 ahora estaba equipado con doble escape y un carburador de cuatro bocas.
Se rediseñó la suspensión de los modelos 1965. Sustituye a la antigua suspensión trasera de ballestas era un nuevo sistema de tres eslabones, con muelles helicoidales. El Interior contó con un nuevo panel de instrumentos y sistema de llave de dos vías se introdujeron. La introducción de dos llaves fue por el estacionamiento, en el que la clave de cabeza redondeada haría sino abrir el maletero o en la guantera cerrada, mientras que la llave de cabeza cuadrada sería desbloquear las puertas y el encendido.

#### 1966

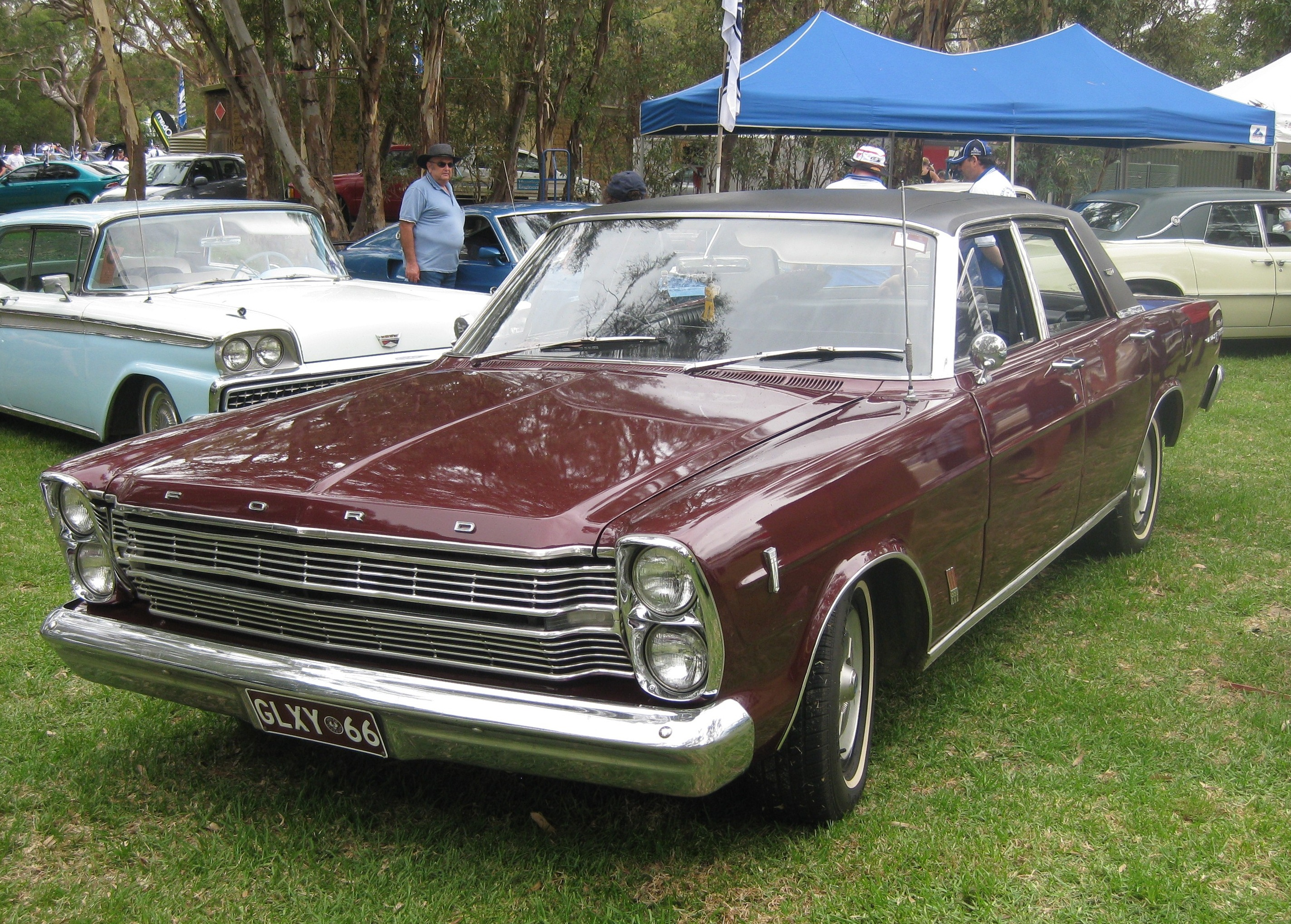
1966 Ford Galaxie Sedan

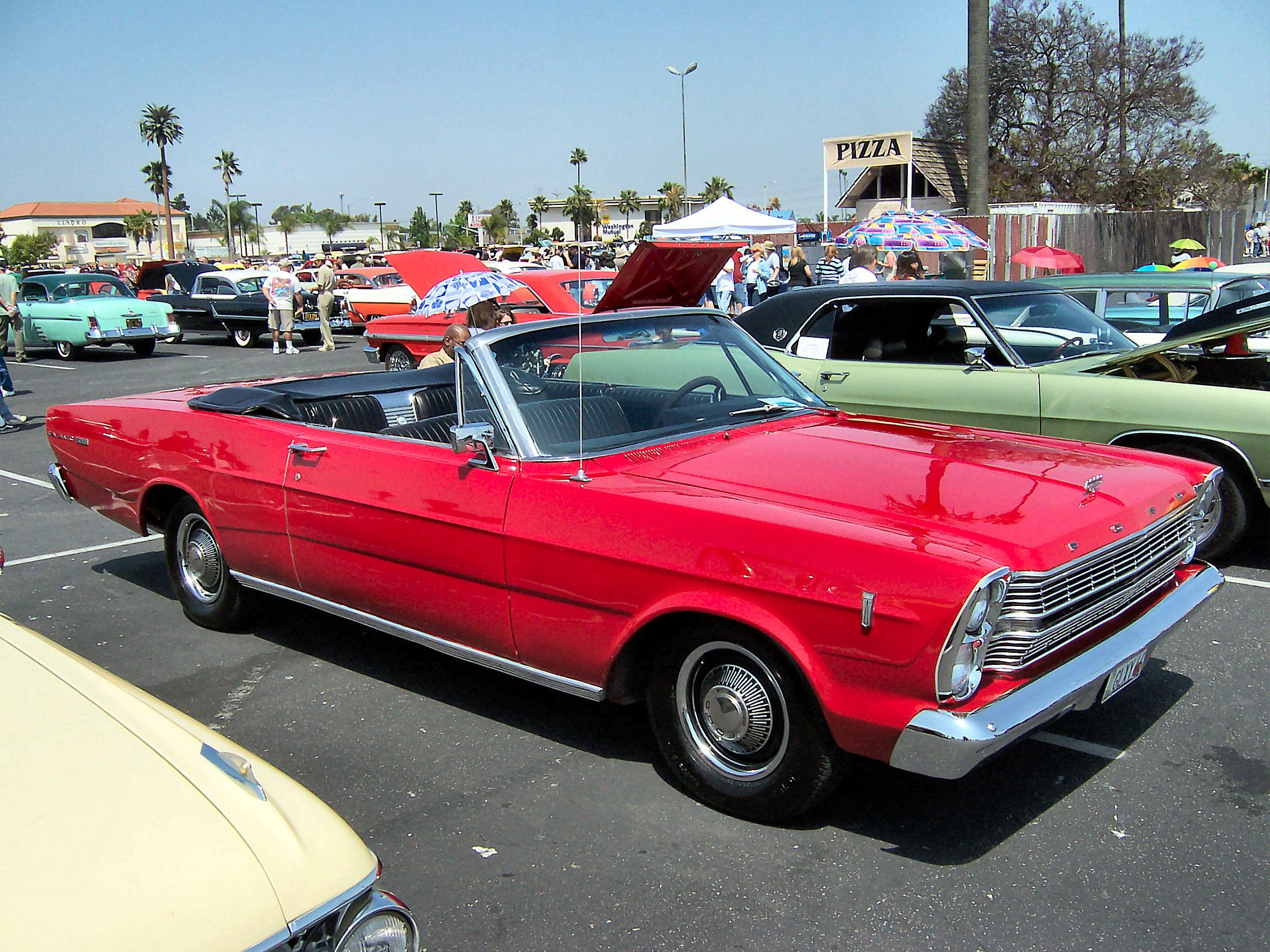
Ford Galaxie 500 descapotable

Un nuevo modelo fue introducido para 1966; el Galaxie 500 7 litros, equipado con un nuevo motor, el 345 CV 428 pulgadas cúbicas (7,0 L) Thunderbird V8. Este motor también estaba disponible en el Ford Thunderbird. Las versiones de policía recibieron una versión de 360 CV del 428 conocido como el 'interceptor de la policía'. El modelo 1966 fue introducido en Brasil (Ford do Brasil) como un modelo de 1967; que tenía las mismas dimensiones externas durante su vida útil hasta que la producción brasileña terminó en 1983. Las normas de seguridad para 1966 exigían cinturones de seguridad requeridas delanteros y traseros en todos los coches nuevos vendidos. El Galaxie 500 sería el # 3-venta convertibles en los EE. UU. en 1966, con 27.454 vendidos; aunque fue golpeado por el Mustang (a 72.119, más de un 2: 1). y por el Impala en 38.000.

#### 1967

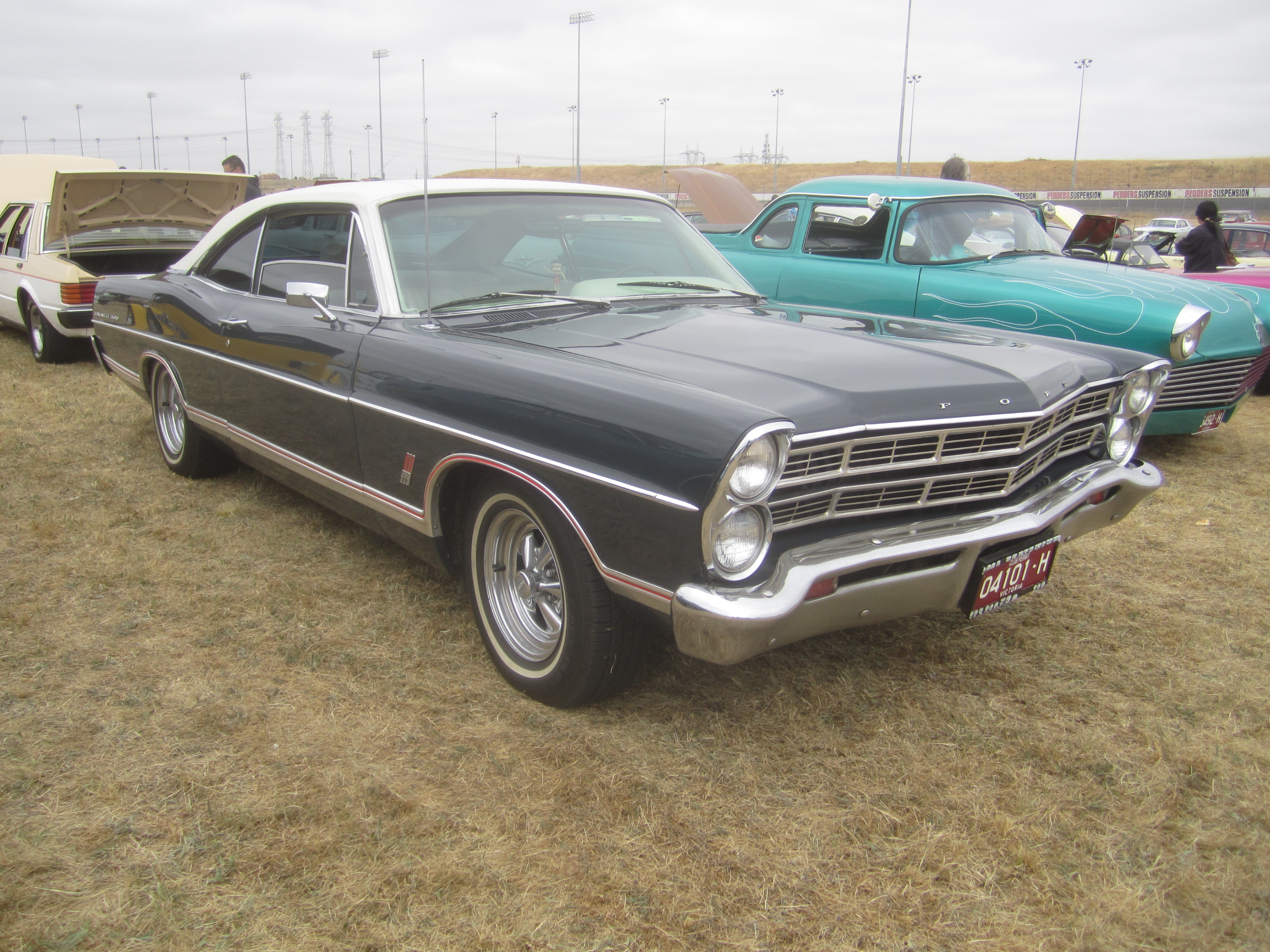
1967 Ford Galaxie 500

Para 1967, el modelo Litro 7 ya no lleva el nombre Galaxie; que iba a ser el último año de que se identificara por separado. El 7 litros para el 1967 fue una opción de ajuste y el rendimiento en el Ford XL, que ahora era un modelo independiente, así que es poco lo que ha cambiado, excepto para el asiento y el estilo.; los mismos motores estaban disponibles, desde el 240 cu. pulgada de seis cilindros al 428 cu. pulgadas V8. Modificaciones al estilo incluyen la adición de una curva importante en el centro de la parrilla y hace que el modelo sea menos cuadrado que en el modelo 1966. El LTD 1967 dejó caer el nombre de Galaxie. Un reproductor de cartucho de cinta de 8 pistas se convirtió en una opción.
Para 1967 todos los Ford ofreció un cubo grande, acolchada en el centro del volante de plástico, junto con una columna de dirección con absorción de energía, superficies interior acolchado, con una cavidad de controles en el panel de instrumentos y los anclajes del cinturón de hombros delanteros laterales. Otro cambio relacionado con la seguridad fue la introducción de la doble cilindro maestro del freno utilizado en todas las galaxias posteriores (y otros modelos de Ford).

#### 1968

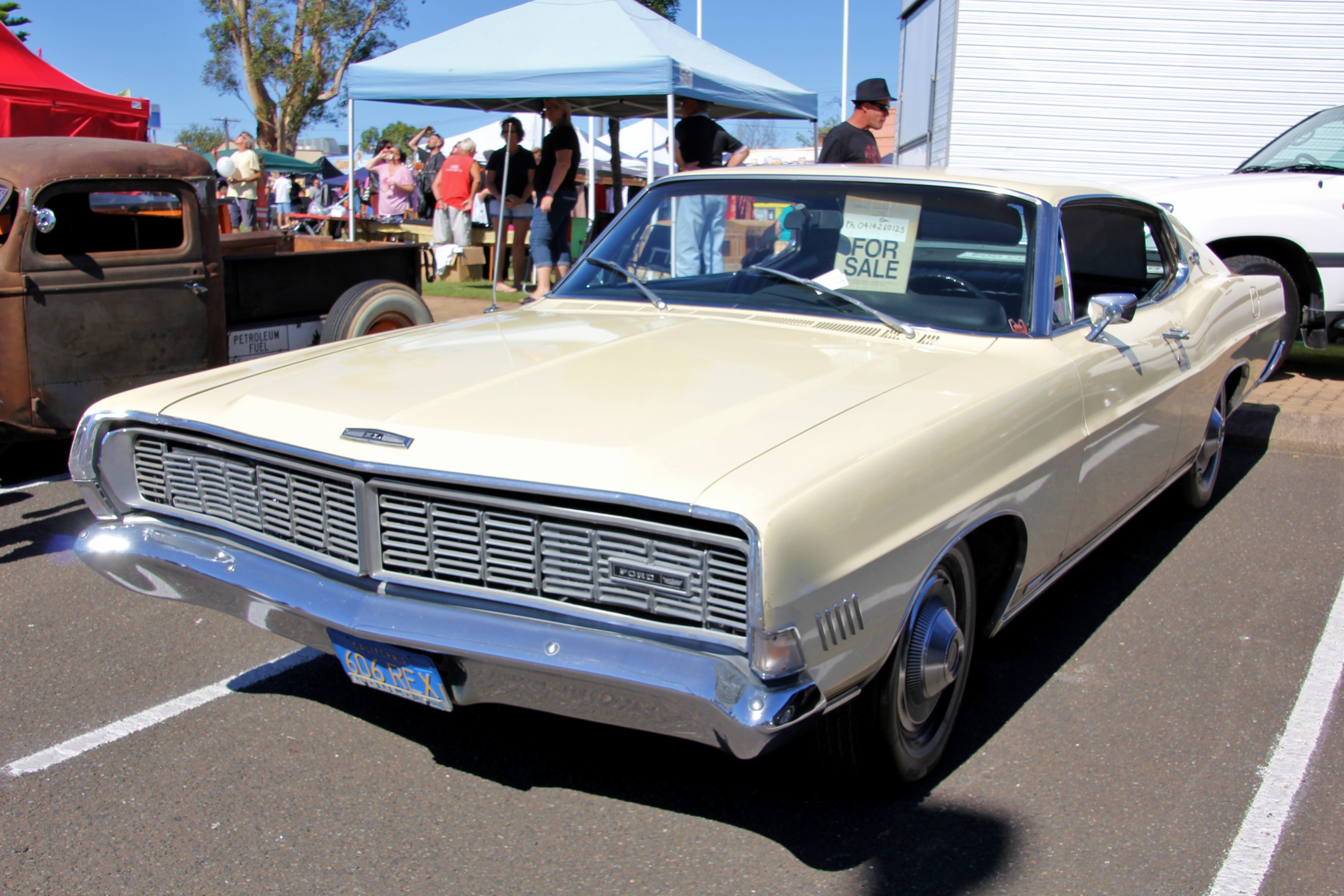
1968 Ford Galaxie 500 XL Coupe

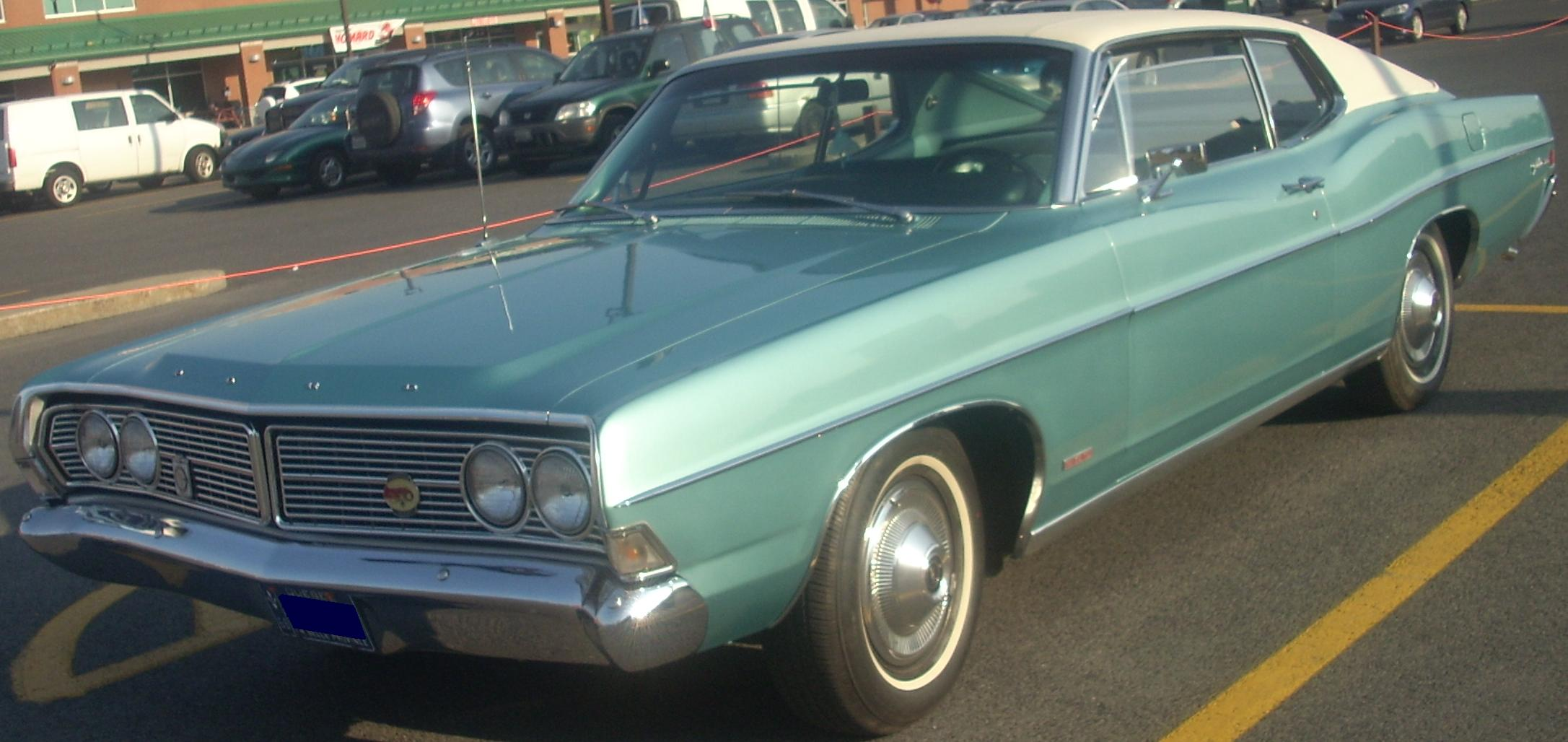
Ford Galaxie 500 cupé 1968

El modelo 1968 tuvo una nueva parrilla con faros dispuestas de forma horizontal, aunque el cuerpo era esencialmente el mismo coche desde el parabrisas hacia atrás. La 'capilla larga, corta el mazo' estilo fue seguido también, al igual que la nueva tendencia para los faros ocultos en la XL y LTD. Otro cambio de 1968 fue que el motor V8 de base aumentó de 289 a 302 pulgadas cúbicas (4,9 L). El equipo estándar incluye luces direccionales, un encendedor, un pedal de gas en suspensión, y respaldos de los asientos acolchados frente. [29]
Los modelos 1968 presentaron características de seguridad adicionales, incluyendo las luces de posición laterales y cinturones de hombro en los coches construidos después del 1 de diciembre de 1967. gran centro del volante El modelo de 1967 fue sustituido por uno de los radios blandos "bar" que corría a pesar de que el diámetro de la rueda (y como el estilo de 1967, fue utilizado a lo largo de la línea de Ford Motor Company). Un anillo de trompeta plástica también se presentó.

### 1969-1974

#### 1969

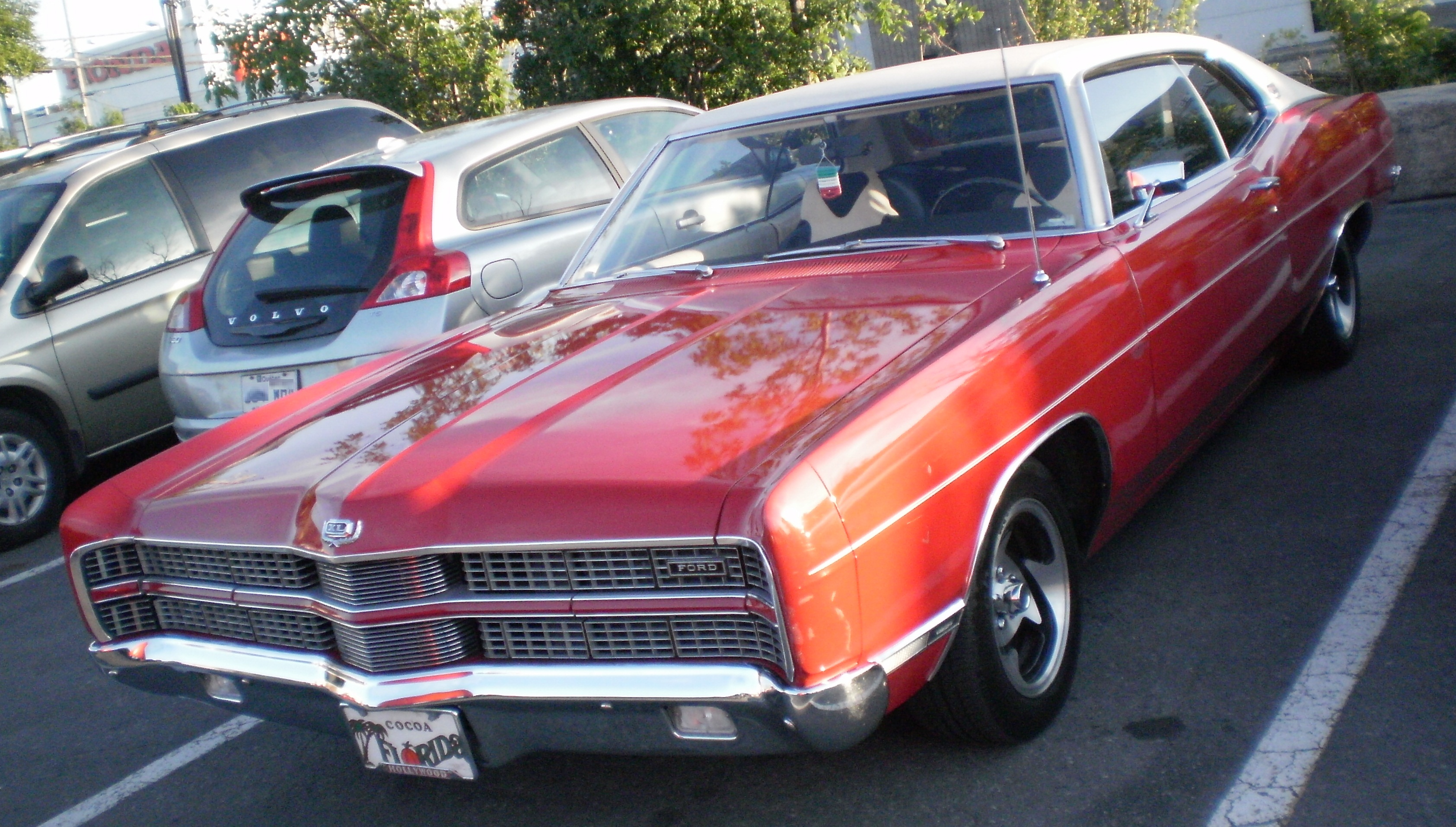
Ford Galaxie XL 1969

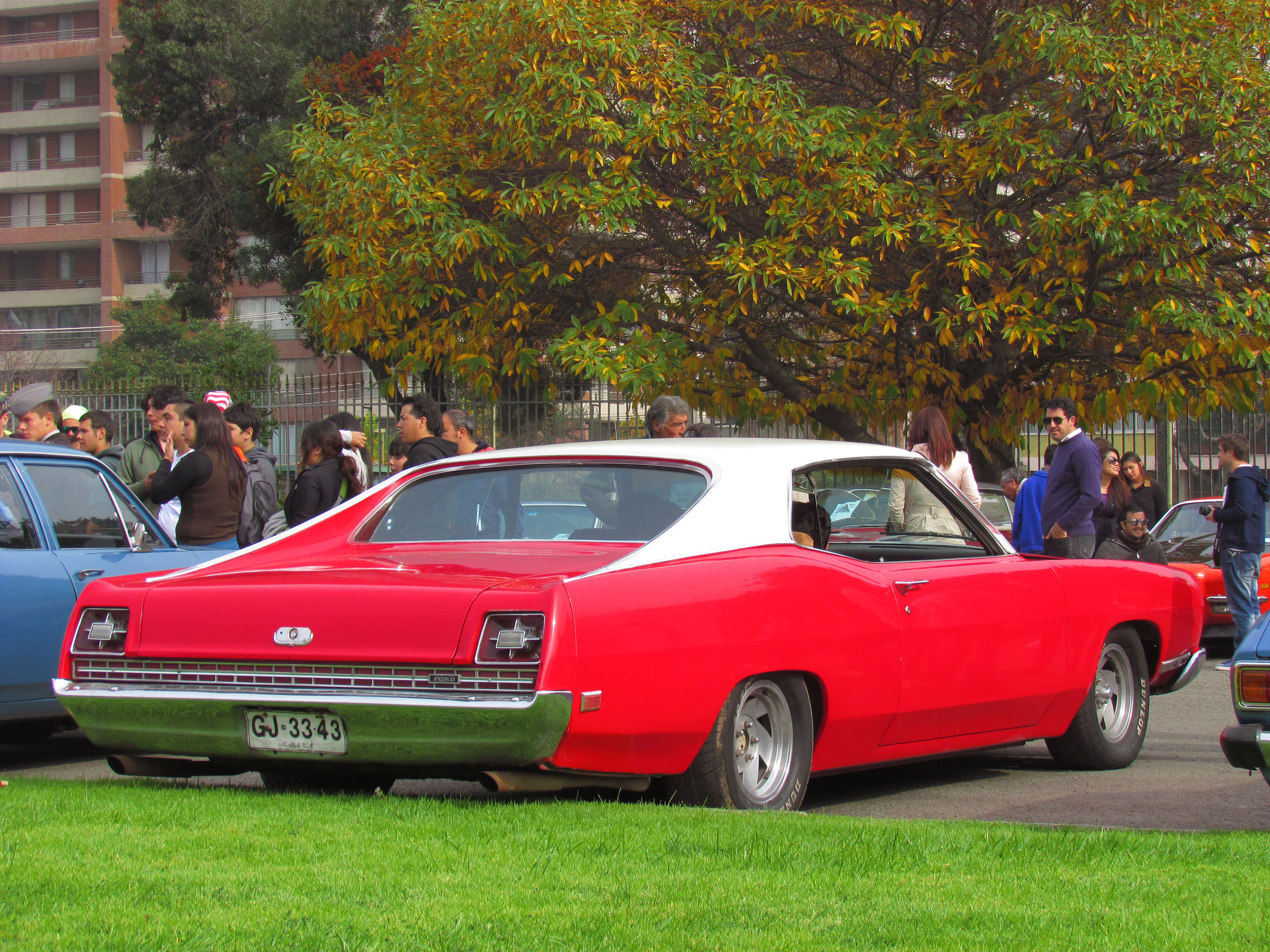
1969 Ford XL SportsRoof

El modelo 1969 fue construido sobre una nueva plataforma con una distancia entre ejes de 121 pulgadas (3,100 mm). Era el final de los motores 427 y 428, a excepción de solamente las versiones de los paquetes de policía que siguieron a utilizar el 360 CV 428 P Código 'Police Interceptor' como su principal motor para 1969-1970. Reemplazando a los basados en la serie 427 y 428 motores FE fue el nuevo 429 pulgadas cúbicas (7,0 L) "Thunderjet" que fue introducido en el 1968 Ford Thunderbird; que era parte de la nueva serie de motores Ford 385. Poder, a 360 caballos de fuerza (270 kW) para el doble de escape versión de 4 barriles, fue mayor que la del 428 345 caballos de fuerza (257 kW) y más baja que la calificación final de las carreras de raza del 427 de 390 CV (290 kW); también había una sola versión de escape de 2 barriles con 320 caballos de fuerza (240 kW) disponibles. El tablero de instrumentos fue construido como una vaina alrededor del conductor en lugar de lo que tradicionalmente se extiende a través de ambos lados. El XL y Galaxie 500 SportsRoof tenían paneles traseros de vela para simular una línea del techo fastback. El panel embellecedor trasero por debajo de las luces de cola se utiliza para distinguir los diferentes niveles de equipamiento. El Country Squire fue, quizás, el pináculo de diseño para ese vagón con los faros ocultos.
Reposacabezas se presentaron en 1969 los coches modelo construidos después del 1 de enero de 1969. No fue hasta 1968 que una camioneta se haya comercializado bajo el nombre de Galaxie. De 1955 a 1968 de tamaño completo Ford Wagons fueron tratados como una serie de modelos separados y fueron catalogados como Ranch Wagon, Country Sedan, and Country Squire. Para el año modelo 1969, el carro se convirtió en el the Ranch Wagon o Custom Ranch Wagon, el Country Sedan the Galaxie Country Sedan y el Country Squire también fue comercializado como LTD Country Squire.

#### 1970

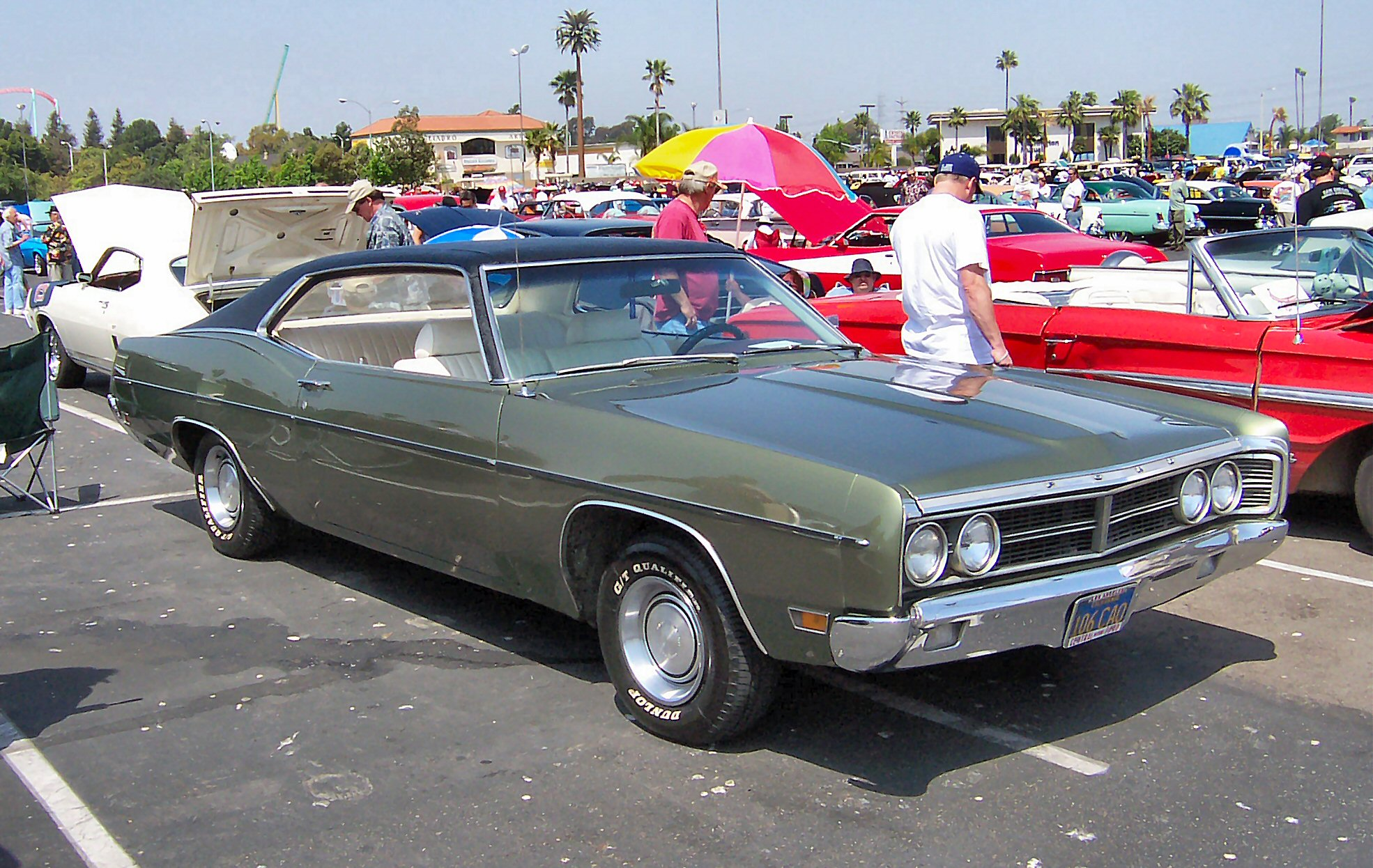
1970 Ford Galaxie 500 fastback

Los Galaxie para el año modelo 1970 recibieron cambios en el asiento de menor importancia. Una nueva cerradura de encendido se encuentra en el lado derecho de la columna de dirección. El modelo del año 1970 fue el último año para el XL, pero Galaxie 500 cupé de techo duro también estaban disponibles tanto en estilos de carrocería SportsRoof formal de techo y. La transmisión manual de 4 velocidades opcional, que estaba disponible en el 429 del año anterior, se dejó caer para 1970.

#### 1971

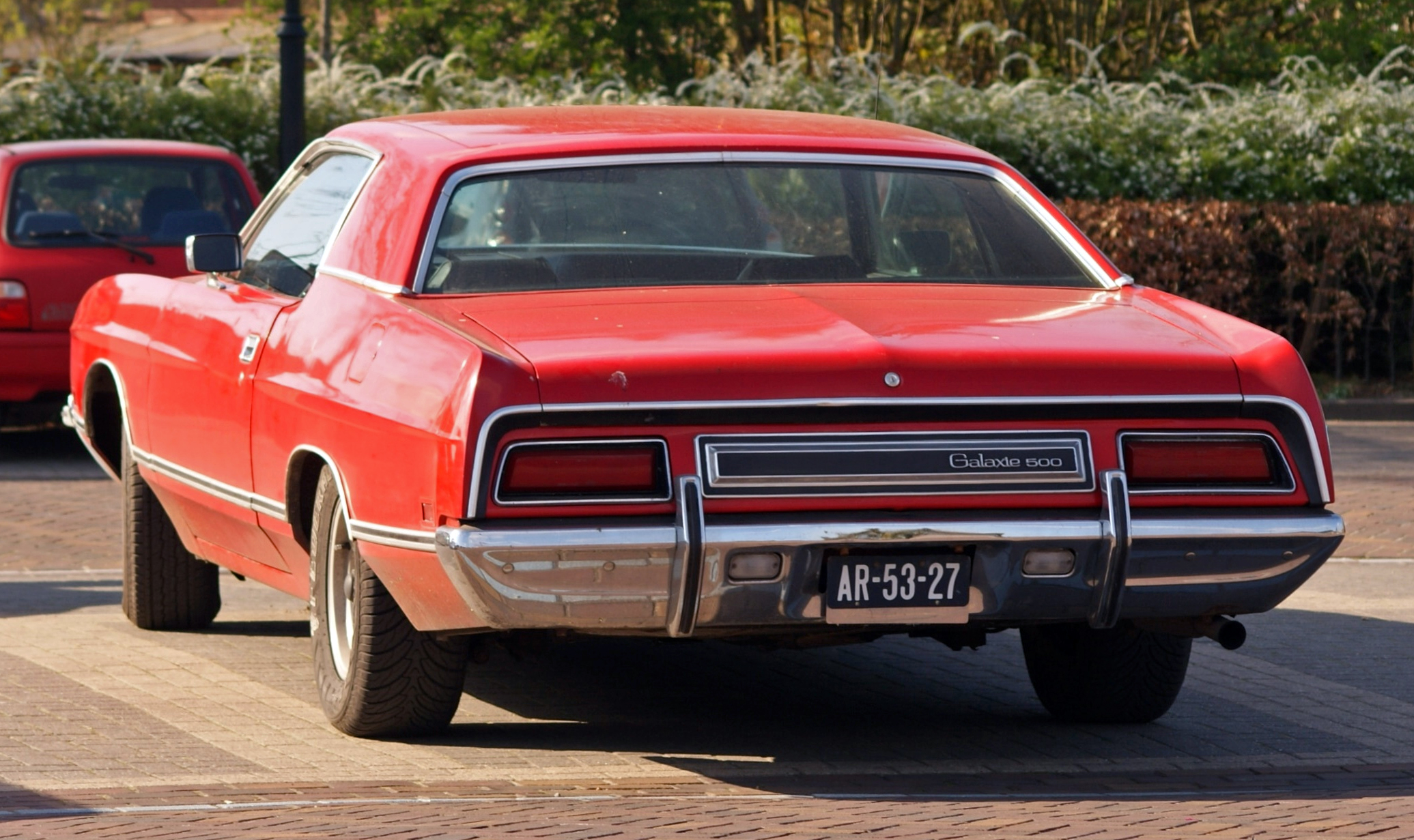
1971 Ford Galaxie 500 Coupe

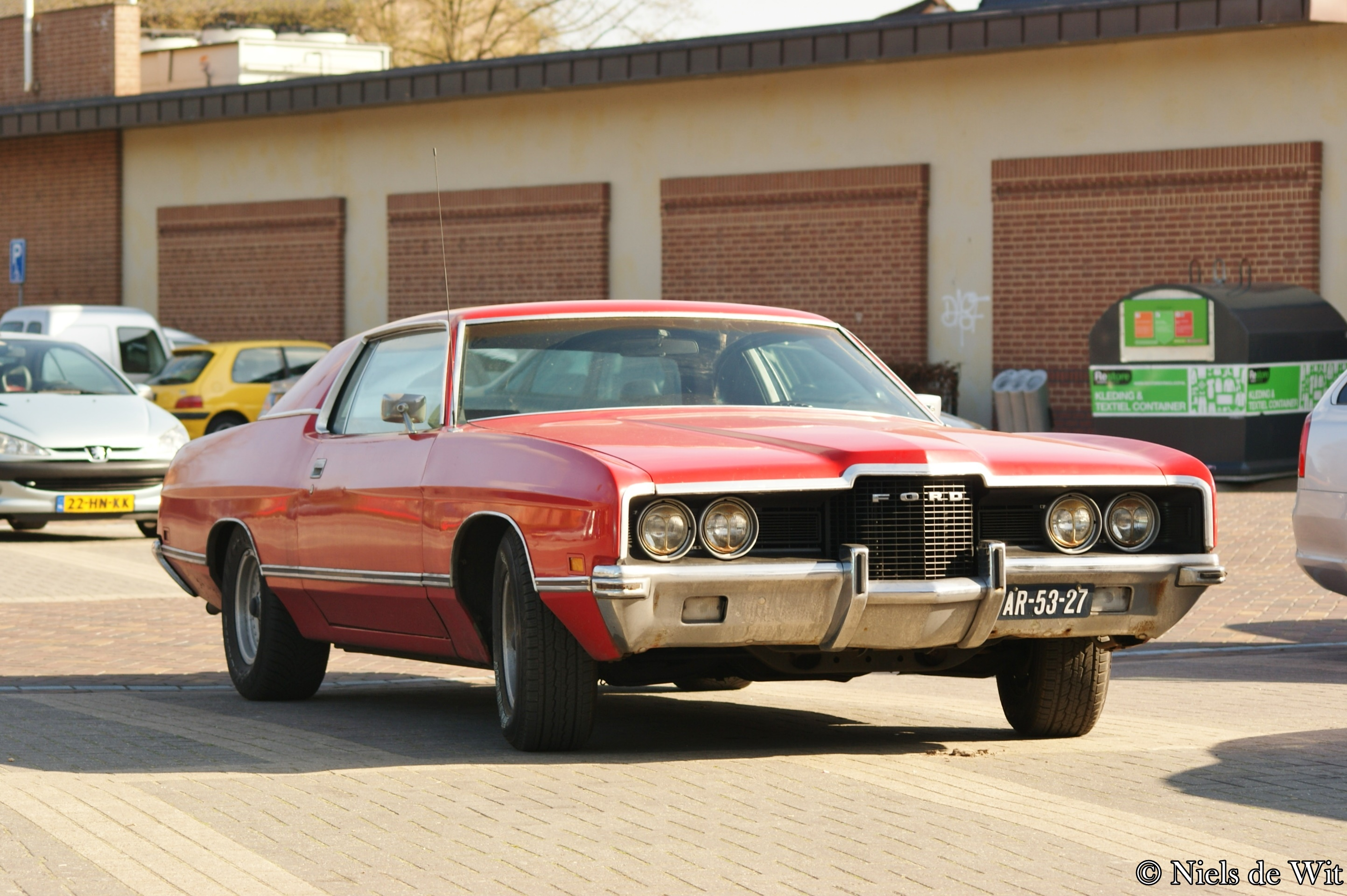
1971 Ford Galaxie 500 Coupe

Un rediseño completo se ofrece para el año 1971. Esto incluye una envoltura horizontal alrededor del parachoques delantero con una sección central vertical masiva en la onda de los Pontiac concurrentes. Las luces traseras perdieron el "cohete" tema de escape tradicional a favor de las luces horizontales y arreglaron sección central. Rooflines se enfrentaron y tenía un aire "formal". El XL se ha caído, como se oculta cubre faro para el LTD. El convertible se trasladó a la serie LTD en 1970 (1971 año del modelo) y duró hasta 1972. La gama de motores vio algunos cambios para '71. El 2v 351 V8 era ahora equipo estándar en todos los Ford de tamaño completo a ahorrar para la línea inferior de Custom y Custom 500 versiones en que el seis cilindros en línea de 240 seguía siendo la central de base con un V8 302 2v y hasta aún ofrecen como opciones. El opcional 390 2v FE V8 fue reemplazado a mediados de año por una nueva serie 335 400 2v V8. El 4v 429 seguía siendo el motor de la parte superior, mientras que las versiones de solamente la policía recibió un nuevo 370 CV 429 "interceptor de la policía 'como su nueva oferta superior. Una trasmisión manual de 3 velocidades desplazada seguía siendo la transmisión base y 351 motores con ser Select de cambios automática opcional, pero obligatoria en todos los motores más grandes.

#### 1972

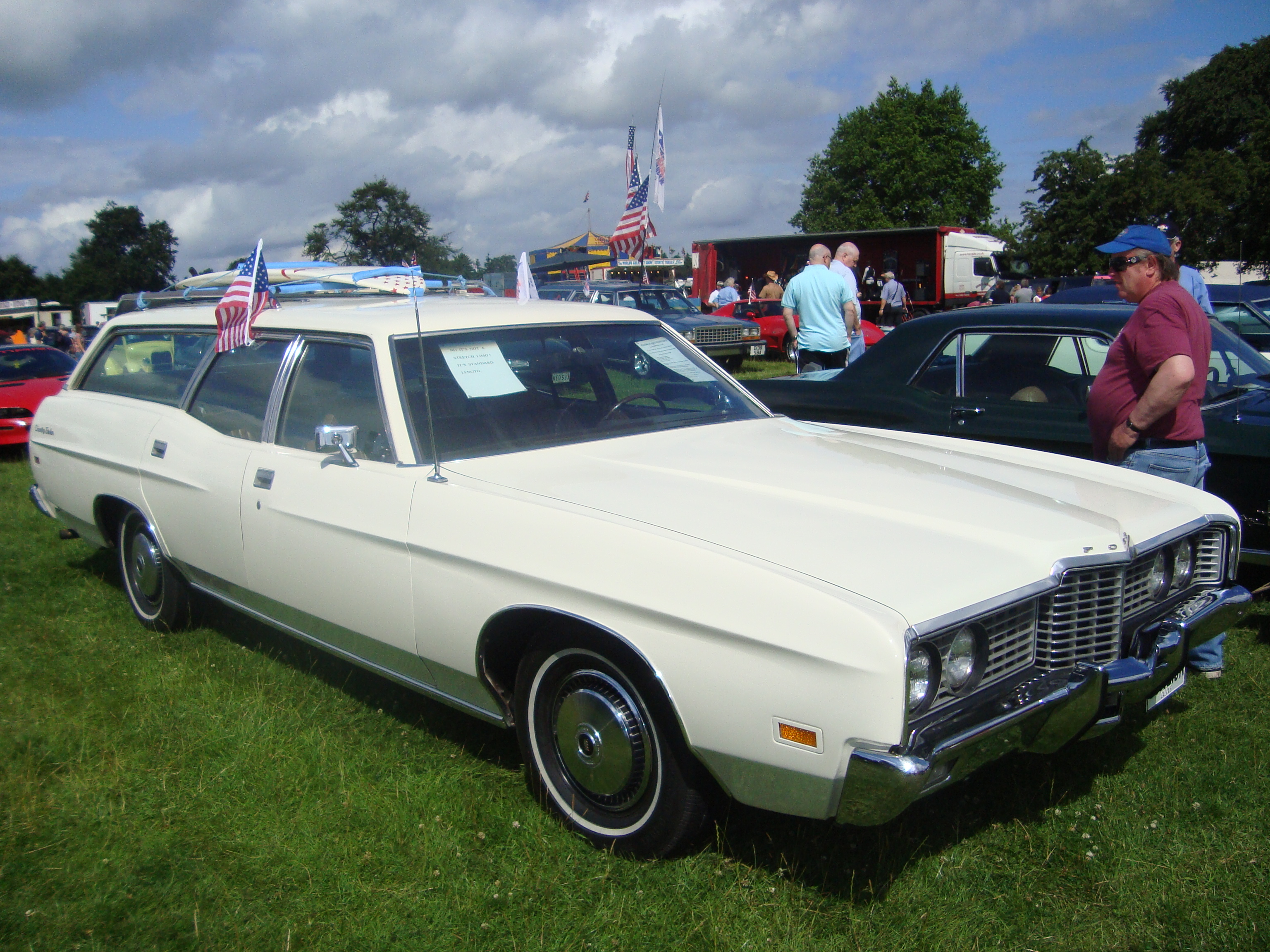
1972 Ford Galaxie Station Wagon

Modelos para 1972 fueron similares, pero la sección central rejilla vertical, el parachoques trasero se amplió con faros traseros inserción. Este fue también el último año de los 240 pulgadas cúbicas motor de seis cilindros (3,9 L) y transmisión manual de tres velocidades (que solamente estaba disponible con el motor de seis cilindros); 
Todas los Galaxie con motor V8 tenían transmisión automática SelectShift como equipo estándar.

#### 1973
El modelo 1973 fue ligeramente más corto que los modelos anteriores, pero tenía un más pesado, el aspecto bulker. Tres paquetes de remolque eran opcionales, cada uno con el aumento de la capacidad de remolque. Había múltiples versiones de los paquetes de policía disponibles con motores que van desde el 351 2v a los poderosos 460 interceptor de la policía. Todos los Ford 1973 a tamaño real, ahora viene con un 2v motor V8 de 351 y caja de cambios automática SelectShift como su transmisión base.

#### 1974

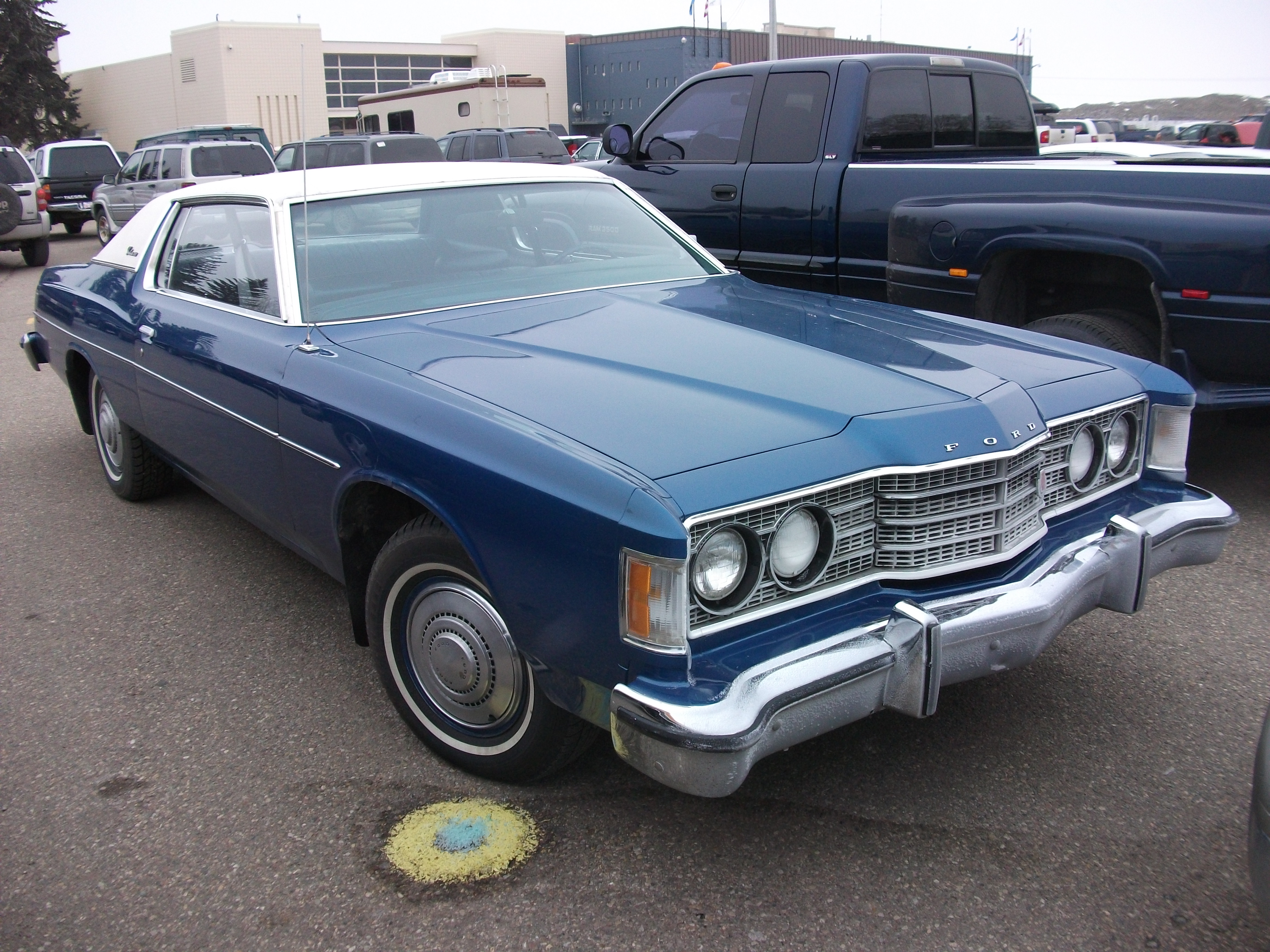
1974 Ford Galaxie 500

El modelo del año 1974 fue esencialmente una repetición de 1973, pero fue el año pasado para el nombre de Galaxie 500. Ford elegido para consolidar la mayoría de sus modelos de tamaño completo bajo el nombre popular LTD para 1975, reservándose el modelo base Custom 500 (que estaba por debajo del Galaxie 500) placa de identificación para los compradores de flotas y clientes privados que insistió en el pleno de menor precio modelo -sized posible. frenos de disco delanteros eléctricos eran estándar.
El LTD quedó como el modelo más alto de tamaño completo. A pesar de un éxito de ventas y el modelo de gama alta desde hace muchos años, el Galaxie fue retirado lentamente y DE-enfatizado por Ford Motor Co., en un esfuerzo para empujar el LTD posher como un coche de tamaño completo a la corriente principal.
Aproximadamente 7.850.000 de tamaño completo Ford y Mercury se vendieron de 1968 a 1978. Esto hace que sea la segunda mejor plataforma de venta de automóviles Ford después del Ford Modelo T.

## En la cultura popular
Por ser un modelo de auto icónico en su época, el Galaxie ha aparecido en la literatura, en el cine, en series y en otras áreas de la sociedad. Por ejemplo, la novela política de Enrique Serna, El Vendedor de Silencio, menciona que el auto del periodista mexicano Carlos Denegri era "un Galaxie verde botella con vidrios polarizados". Uno de los automóviles presidenciales de Chile es un Galaxie 500XL de 1966. Este auto fue obsequiado a la República Chilena por la Reina Isabel II, y es utilizado en ceremonias especiales dentro del país.